# Wolnomularstwo

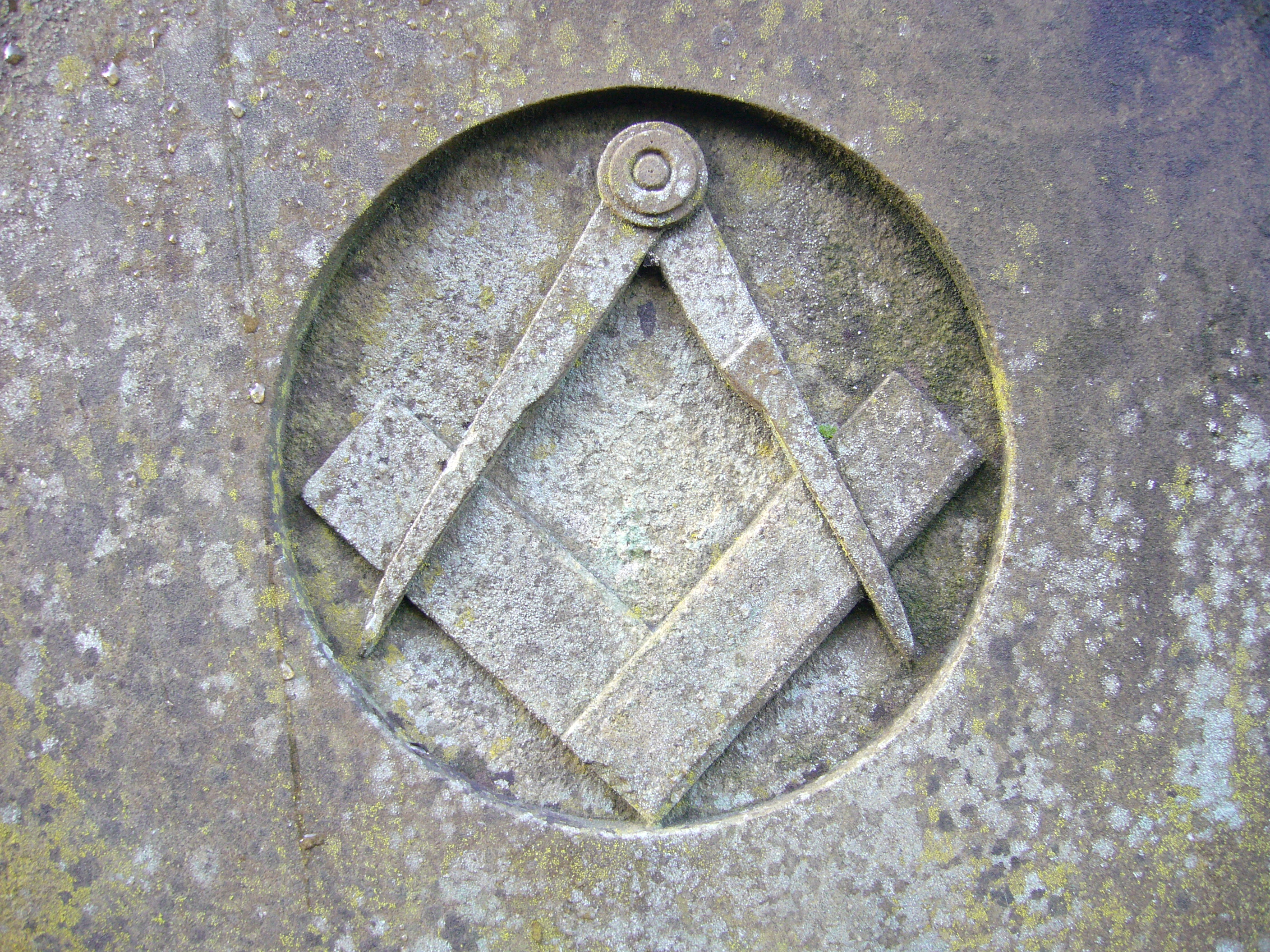
Insygnia masońskie: Cyrkiel i Węgielnica

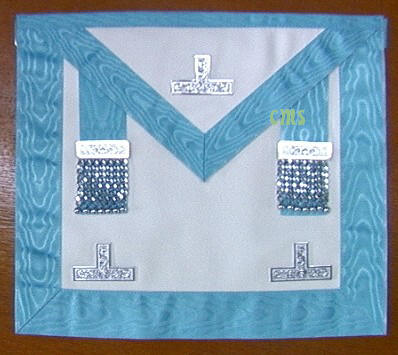
Fartuszek wolnomularski

Wolnomularstwo, masoneria lub sztuka królewska – międzynarodowy ruch społeczny o charakterze dyskretnym, mający na celu duchowe doskonalenie człowieka i braterstwa ludzi różnych religii, narodowości i poglądów, ruch etyczny, głoszący osiągnięcie celu dzięki przekazywaniu na drodze inicjacyjnej szczególnej metody wewnętrznego i społecznego rozwoju. Ruch ten charakteryzuje się istnieniem trójkątów masońskich, lóż wolnomularskich, obediencji oraz rozbudowanej symboliki i rytuałów. Masoneria obrosła licznymi legendami i bywa piętnowana przez rozmaite spiskowe teorie na swój temat. Nauka badająca historię wolnomularską i idee wolnomularskie nazywa się masonologią.
Wolnomularstwo nie jest jedną organizacją, lecz swoistym nurtem wyznającym pewne przekonania metafizyczne oraz dążącym do zmiany człowieka i społeczeństwa według zasad uznawanych przez masonów za ważne. Wolnomularstwo jest wewnętrznie bardzo zróżnicowane: tworzą je zarówno organizacje umiarkowanie liberalne, mistyczno-ezoteryczne, jak i konserwatywno-tradycjonalistyczne. Nie można wskazać uznawanego przez wszystkich wolnomularzy kierowniczego centrum, choć istnieją wspólne fora, federacje, które jednak na ogół skupiają organizacje najbardziej do siebie zbliżone. Wspólnym ideowym łącznikiem wszystkich organizacji masońskich jest przekonanie o konieczności pracy nad wewnętrznym rozwojem człowieka i społeczeństw – według zasad bliskich temu ruchowi – oraz imperatyw braterstwa – łączenia ponad podziałami (zwłaszcza religijnymi i politycznymi).

## Nazwa
Nazwa wolnomularstwa znaczy tyle co wolne murarstwo. Słowo „murarz” i „mularz” były synonimami, jednak to drugie słowo wyszło z użycia. Określenie odpowiada nazwom występującym w językach zachodnich, gdzie maçon, mason, maurer znaczą tyle co murarz. Określenie „masoneria” wywodzi się z języka angielskiego free masons. Po raz pierwszy termin free masons użyty został w angielskim tekście z 1376 roku i oznaczał murarzy zorganizowanych w Londynie w bractwo. Etymologia słowa jest niejasna i pojawiają się różne opinie wyjaśniające jego pochodzenie. Według jednej z nich nazwa wywodzi się z francuskiego terminu francs métiers („wolne zawody”), określenie oznaczało rzemieślników będących ludźmi wolnymi i cieszącymi się specjalnymi względami. Według innej hipotezy termin pochodzi od angielskich kamieniarzy obrabiających freestone (kamień dający się obrabiać dłutem). Człon „wolny” oznacza osobę niepodległą żadnemu panu, mogącą tym samym odbywać długie podróże, które poszerzają horyzonty. Określenie „sztuka królewska” dotyczy zaś w równym stopniu architektury, jak i alchemii.

## Historia

### XVIII wiek
Pierwsze samodzielne loże powstały pod koniec XVII wieku w Szkocji i Anglii. Pierwsza Wielka Loża powstała w Wielkiej Brytanii w londyńskiej gospodzie „Pod Jabłonią” przez unifikację czterech lóż 24 czerwca 1717. W tym roku z inicjatywy Desaguliersa i Andersona (obaj byli pastorami) powstała Wielka Loża Londynu. Od tego czasu 24 czerwca jest największym świętem wolnomularskim. Wkrótce potem James Anderson ułożył pierwszą konstytucję wolnomularską; ukazała się ona drukiem 17 stycznia 1723 roku. Masoneria skupiała wówczas przedstawicieli bogatego mieszczaństwa i arystokracji, głoszących moralne doskonalenie człowieka oraz braterstwo ludzi bez względu na pochodzenie, stan społeczny, religię i narodowość. Pierwsi wolnomularze byli urzędnikami i duchownymi, potem byli to królowie i filozofowie, w tym na przykład Monteskiusz, twórca klasycznego trójpodziału władzy. Spośród pierwszych członków lóż można wymienić Eliasa Ashmole’a i Christophera Wrena, budowniczego katedry św. Pawła w Londynie. Wolnomularstwo było prześladowane przez Inkwizycję w Portugalii, gdzie dotarło wraz z marynarzami angielskimi.
Wtedy istniały zantagonizowane ze sobą loże sprzyjające oranżystom i sprzyjające Stuartom.

Mapa lóż masońskich we Francji w 1789 roku

Organizacje wolnomularskie rozwijały się bardzo dynamicznie. Aby zainicjować nową lożę wymagane było od założycieli, aby wśród członków loży było przynajmniej siedmiu masonów zainicjowanych już wcześniej w jakiejś „loży doskonałej i sprawiedliwej”. W ciągu kilku lat od powstania w 1717 roku Wielkiej Loży Londynu idee masońskie szybko zdobywały nowych sympatyków. We Francji pierwsza loża Amitié et fraternité („Przyjaźń i braterstwo”) powstała już w 1721 roku. W 1728 roku pod patronatem Wielkiej Loży Londynu powstała loża w Madrycie, a rok później w Gibraltarze. W 1729 roku powstała loża w Warszawie, New Jersey, Florencji oraz azjatyckiej Bengalii. W 1733 roku powstała loża w Bostonie oraz Wielka Loża Stanu Massachusetts. Rok później, wówczas 28-letni Benjamin Franklin został wielkim mistrzem loży w Pensylwanii. W latach trzydziestych loże powstawały w wielu włoskich miastach portowych jak Neapol, Livorno, Wenecja, Genua. Od 1735 roku istniała loża w Rzymie, a od 1736 roku w Genewie. Pod koniec lat trzydziestych istniały loże w krajach Lewantu, w Konstantynopolu, Smyrnie, Aleppo. W roku 1751 pod przywództwem Laurence’a Dermotta powstała kolejna Wielka Loża, nieuznająca konstytucji Andersona. Dermott opracował odrębną konstytucję. W 1773 utworzona została loża Wielki Wschód Francji skupiając w tym czasie wszystkie loże francuskie, dotąd rozproszone. W 1776 roku sieć organizacyjna wolnomularstwa we Francji obejmowała 193 loże, w tym 34 w Paryżu (z czego 23 wśród wojska), dwa lata później już 218. W 1789 we Francji i jej koloniach funkcjonowało nie mniej niż 700 lóż wolnomularskich. W stworzonej przez rewolucję francuską konstytuancie zasiadło przeszło 300 masonów, natomiast Jean Ousset naliczył ich 477. Król Francji Ludwik XVI inicjowany do loży Trois-Frères à l'Orient de la Cour, w czasie uroczystości pojednania z Paryżanami, trzy dni po zdobyciu Bastylii został przywitany ceremonialnym wolnomularskim voûte d'acier (skrzyżowanie szpad nad głową) na Ratuszu w Paryżu.

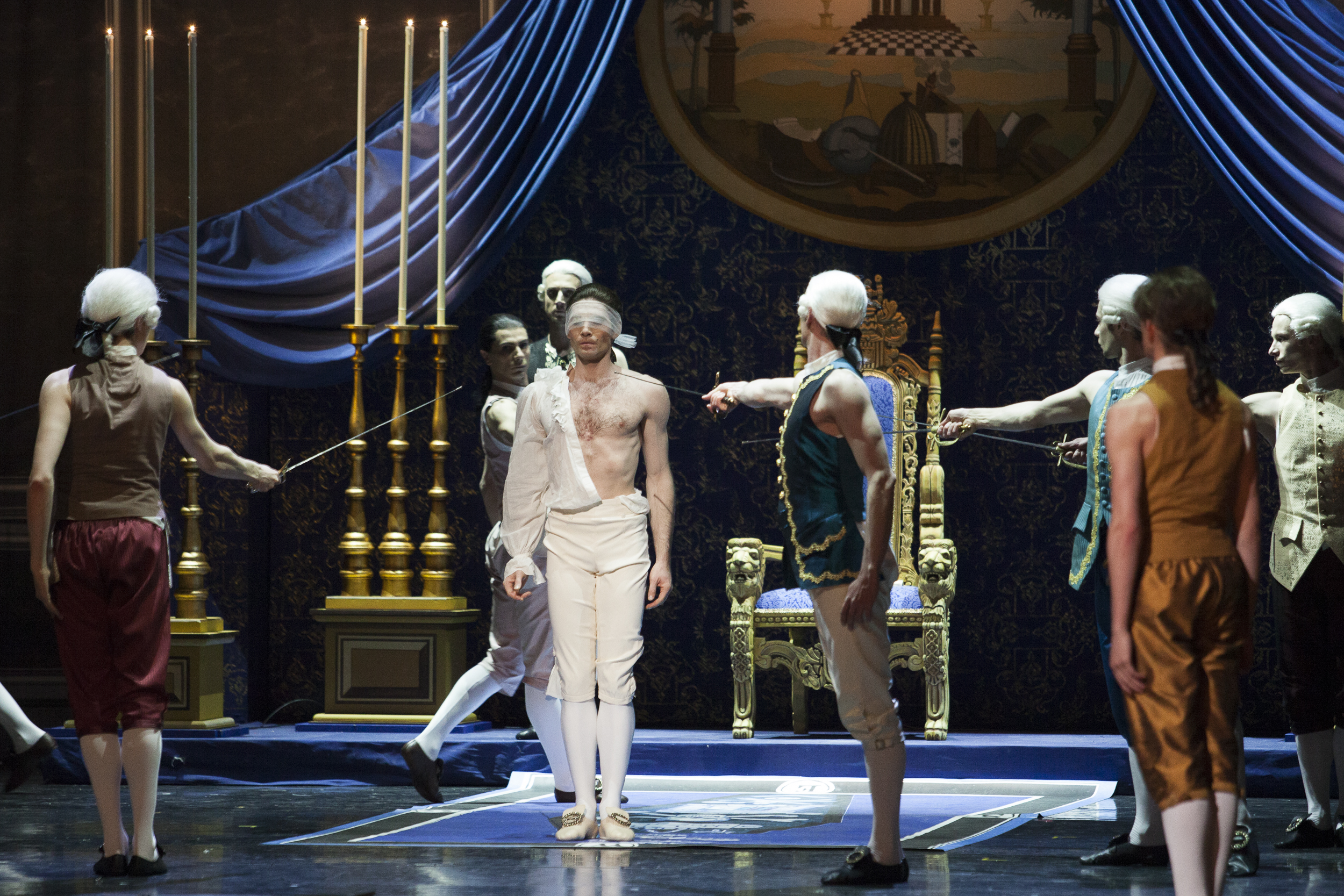
Afiliacja Casanovy do loży w warszawskiej świątyni wolnomularskiej w przedstawieniu Casanova w Warszawie Krzysztofa Pastora, Polski Balet Narodowy, 2015

W XVIII wieku znanymi wolnomularzami byli także Hrabia de Saint-Germain, Giacomo Casanova i Hrabia Cagliostro.
Idee wolnomularskie wywarły silny wpływ na Konstytucję Stanów Zjednoczonych, francuską Deklarację Praw Człowieka i Obywatela i polską Konstytucję 3 maja, ponieważ ich sygnatariuszami i osobami ustalającymi tekst było wielu masonów: ojcowie założyciele Stanów Zjednoczonych (między innymi Benjamin Franklin, George Washington), Georges Danton, Stanisław Kostka Potocki i król Stanisław August Poniatowski. Masonami byli także wszyscy marszałkowie Napoleona I, wśród nich książę Józef Poniatowski. Byli nimi także m.in. prymasi Polski Gabriel Podoski i Michał Jerzy Poniatowski oraz twórca konfederacji targowickiej Stanisław Szczęsny Potocki.
Król-mason Fryderyk II Wielki wprowadził w swoim państwie, jako drugi po królu Danii, powszechne nauczanie elementarne, co w późniejszym okresie przyczyniło się do gwałtownego rozwoju cywilizacyjnego Prus. Również polscy masoni przyczynili się do rozwoju edukacji na ziemiach polskich. W roku 1816 wielki mistrz Wielkiego Wschodu Polskiego Stanisław Kostka Potocki wystarał się o pozwolenie na założenie państwowego Królewskiego Uniwersytetu Warszawskiego.

### XIX wiek

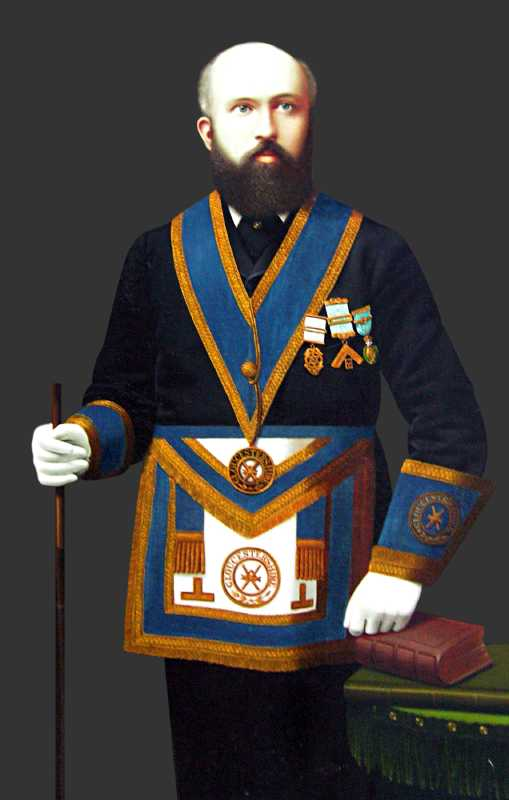
Angielski wolnomularz z XIX wieku

Przez wieki wolnomularstwo dzieliło się na różne odłamy: najważniejsza schizma nastąpiła, gdy Grand Orient de France w roku 1877 przestał wymagać od braci wiary w Wielkiego Budowniczego Wszechświata. Dlatego wolnomularstwo dzieli się na konserwatywne – anglosaskie i liberalne – francuskie; później powstało również wolnomularstwo mistyczne, mieszane i murzyńskie. We Francji jedyną uznawaną przez Wielką Zjednoczoną Lożę Anglii (UGLE) obediencją jest Wielka Loża Narodowa Francji (GLNF). Swoiste bezorganizacyjne wolnomularstwo głosił wolnomularz i utopijny socjalista Henri de Saint-Simon, którego dzieła wywarły silny wpływ na twórczość Adama Mickiewicza, zwłaszcza III część Dziadów. W młodości Mickiewicz zetknął się z przetłumaczonym wtedy na polski dziełem jezuity Augustina Barruela; organizacja filomatów była zorganizowana na wzór wolnomularski.
W XIX wieku we Francji i krajach katolickich wolnomularstwo związane było z ruchami liberalnymi, antyklerykalnymi i republikańskimi. We Francji wolnomularstwo sprzyjało zawsze sekularyzacji, doprowadzając w 1905 roku, poprzez wypowiedzenie konkordatu, do oddzielenia instytucji państwowych od kościelnych; dotyczy to przede wszystkim usunięcia wszystkich symboli religijnych z miejsc publicznych i ograniczenia czy wręcz wycofania nauczania religii w szkołach (obecnie ten zakaz objął także noszenie chust w urzędach państwowych i szkołach publicznych przez kobiety muzułmańskie). Wpływy masonerii spowodowały, że francuscy ministrowie spraw wewnętrznych i edukacji tradycyjnie są masonami. We Włoszech wspierało ruch zjednoczeniowy (Risorgimento), co było sprzeczne z interesami papiestwa. Podobnie antyklerykalny i republikański charakter miała masoneria hiszpańska.
W Ameryce Południowej wolnomularze wspierali ruchy niepodległościowe. Wolnomularzem był m.in. Simón Bolívar.
W krajach katolickich i prawosławnych przynależność do masonerii była zakazana przez kościoły i często źle widziana przez państwo; loże były postrzegane jako potencjalne miejsca antyrządowych spisków i intryg, rozsiewające antypaństwowe doktryny światopoglądowego liberalizmu, antyklerykalizmu i relatywizmu etycznego. Często stowarzyszenia wolnomularskie skupiały reformatorów lub konspiratorów, którzy wykorzystywali formułę pracy wolnomularskiej do utrzymywania swojej działalności w tajemnicy; w innych wypadkach loże masońskie miały charakter miejsca spotkań towarzyskich. W tych warunkach w kręgach kościelnych powstawały spiskowe teorie na temat celów organizacji masońskich: według jednej z popularniejszych była to szatańska organizacja, zmierzająca do zniszczenia Kościoła katolickiego i przekazania władzy nad światem w ręce Antychrysta. Masonerię wiązano także z Żydami, gdyż działała ona na rzecz emancypacji ludności żydowskiej. W krajach protestanckich masoneria była ściśle związana z rządzącymi elitami: należeli do niej członkowie rodzin panujących, dostojnicy kościelni, wysocy urzędnicy, a przynależność do masonerii ułatwiała karierę; w tych krajach też przynależność do masonerii stała się zjawiskiem masowym.

### XX wiek

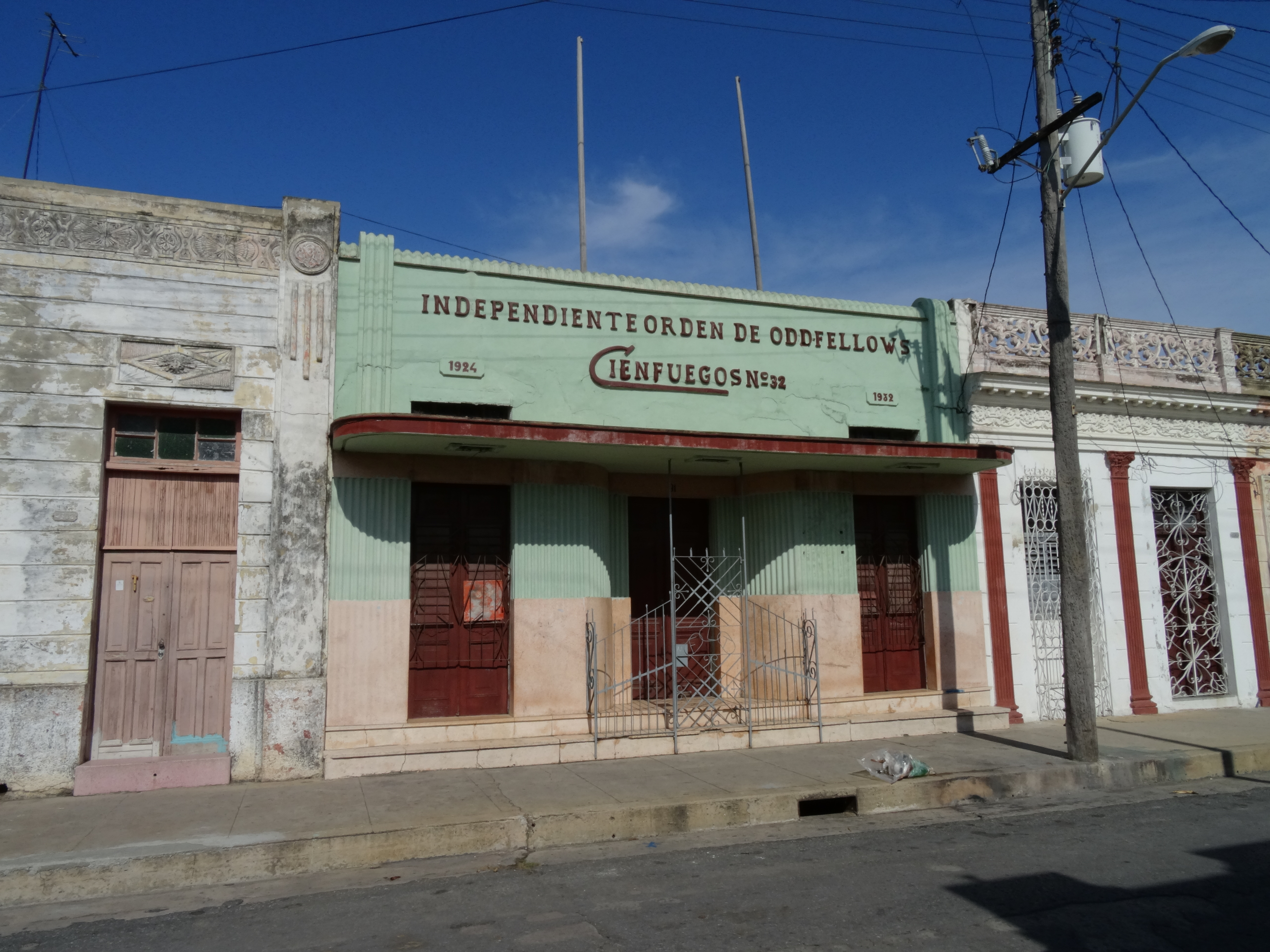
Loża wolnomularska w Cienfuegos, Kuba

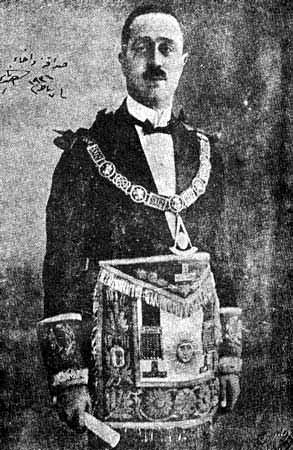
Osmański wolnomularz z XX wieku

W większości krajów Europy Środkowo-Wschodniej loże narodowe zaczęły powstawać dopiero w XX wieku, wcześniej bowiem te kraje znajdowały się w strefie wpływów tureckich i rosyjskich, gdzie działalność masonerii była zakazana. Swoje struktury rozwijało tam przede wszystkim od lat dziewięćdziesiątych wolnomularstwo regularne o rodowodzie anglosaskim. W Rosji działało wiele lóż „dzikich” (nieregularnych).

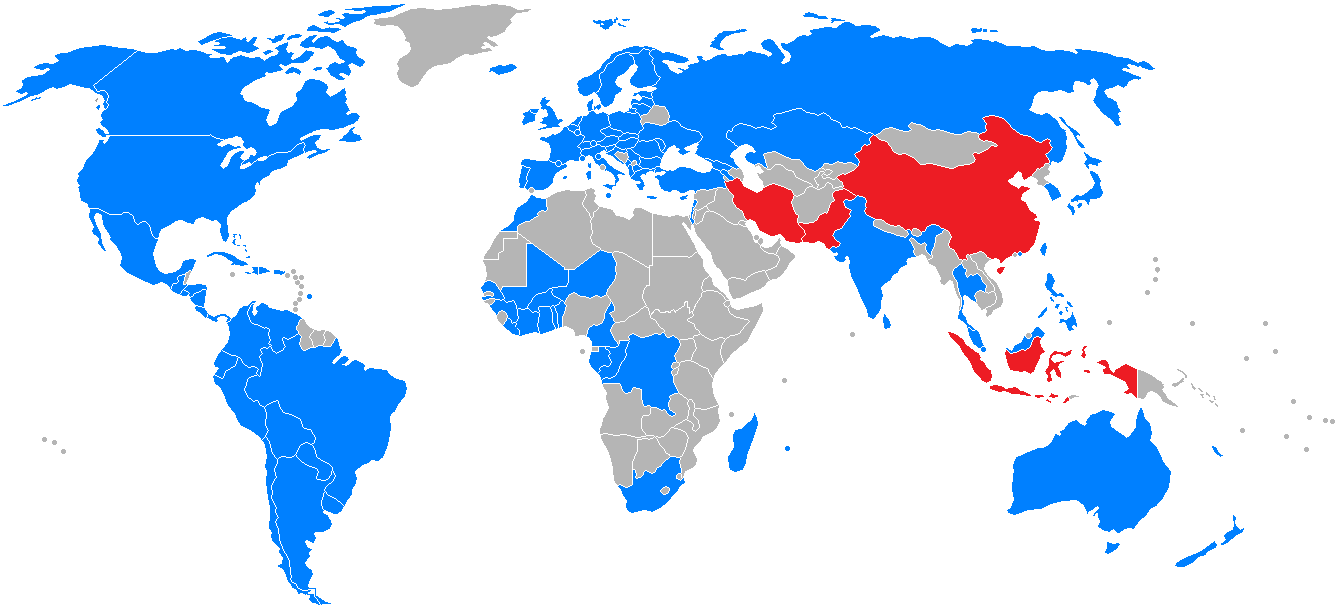
Loże na świecie.
zostały zdelegalizowane.
istnieją.

Masoneria na początku XX wieku przyczyniła się do europeizacji Turcji: wprowadzenia alfabetu łacińskiego zamiast arabskiego, wprowadzenia kalendarza gregoriańskiego, ograniczenia wpływu duchownych muzułmańskich na politykę państwa. Masonem był sam postępowy prezydent Kemal Atatürk – „Ojciec narodu tureckiego”.
W systemach totalitarnych (stalinizm, faszyzm i narodowy socjalizm) działalność masonerii była zakazana. W III Rzeszy zakaz działalności tego ruchu został wydany 17 marca 1935 i objął około 60 tys. członków. Jedynym krajem obozu socjalistycznego, w którym działalność masonerii nie została zdelegalizowana jest Kuba.
     zostały zdelegalizowane.
     istnieją.

### XXI wiek
Dzisiaj na świecie najwięcej wolnomularzy żyje w Stanach Zjednoczonych (ok. 2 mln), Wielkiej Brytanii (ok. 500 tys.), Francji (ok. 120 tys.) Proporcjonalnie do liczby mieszkańców stosunkowo dużo masonów jest w krajach skandynawskich (w czteromilionowej Norwegii ok. 14 tys., w trzystutysięcznej Islandii ponad 3 tys., podczas gdy w 80-milionowych Niemczech tylko ok. 13 tys.). Liczba wolnomularzy współcześnie maleje, zwłaszcza w Stanach Zjednoczonych, gdzie do niedawna był to ruch masowy. Do czasów zakazania przez III Rzeszę działalności wszelkich lóż liczna i silna była masoneria niemiecka. W Holandii, Włoszech i Hiszpanii jest ich kilka tysięcy. Masoneria istnieje także w Japonii. W Quebecu działa zaledwie kilka lóż powiązanych z Wielkim Wschodem Francji, działają natomiast francuskojęzyczne loże regularne i loże Rytu Memphis-Misraim.

### Wolnomularstwo a komunizm
IV Międzynarodówka (trockiści) zakazała swoim członkom wstępowania do wolnomularstwa uważając, że jest ono związane z warstwami posiadającymi. Loże nie mogły działać oficjalnie w krajach bloku wschodniego. Jednak w zachodniej Europie zdarzali się wśród komunistów masoni, zwłaszcza w PCF, Gilles Marcel Cachin redaktor naczelny pisma tej partii (L’Humanité – pol. Humanizm) był masonem. Wiele partii komunistycznych i socjalistycznych wydało własne zakazy przystępowania do lóż swoim członkom. Karol Marks i Fryderyk Engels zachęcali robotników do czytania dzieł masona Voltaire’a, był on także jednym z najwyżej cenionych filozofów w Związku Radzieckim. W rozdziale dziesiątym tomu III Kapitału Karol Marks porównuje solidarność kapitalistów, w wyzyskiwaniu klasy robotniczej, do solidarności masonów. Eugène Pottier (autor socjalistycznej Międzynarodówki) był masonem i jego pieśń była od 1917 do 1944 roku hymnem Rosji Sowieckiej i Związku Sowieckiego. Oficjalny stosunek komunistów do masonerii był jednak negatywny, o czym najlepiej świadczy definicja z Wielkiej Encyklopedii Radzieckiej z 1954 r. opisująca wolnomularstwo jako skrajnie reakcyjną organizację: „[…] w dobie obecnej Masoneria to w krajach kapitalistycznych jeden z najreakcyjniejszych ruchów i jest najbardziej rozpowszechniony w USA, gdzie znajduje się jego centrum organizacyjne”.

### Historia wolnomularstwa w Polsce

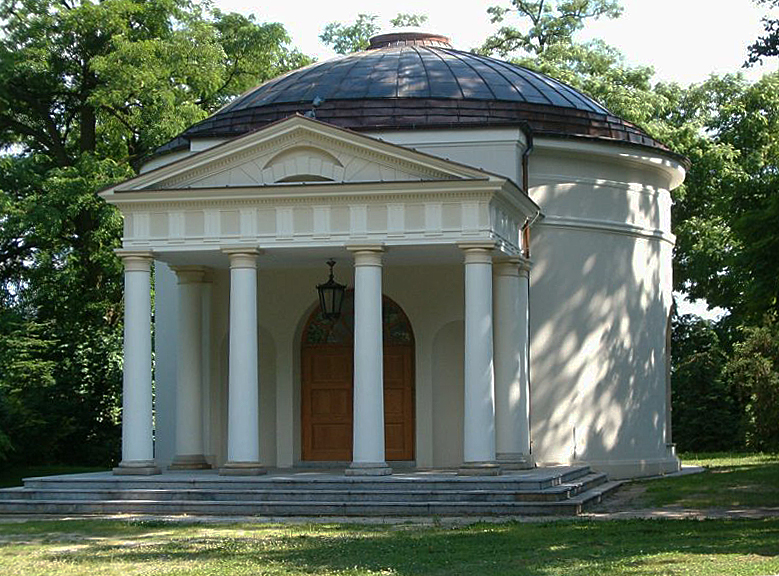
Sala zebrań loży masońskiej (Panteon) przy Pałacu w Dobrzycy

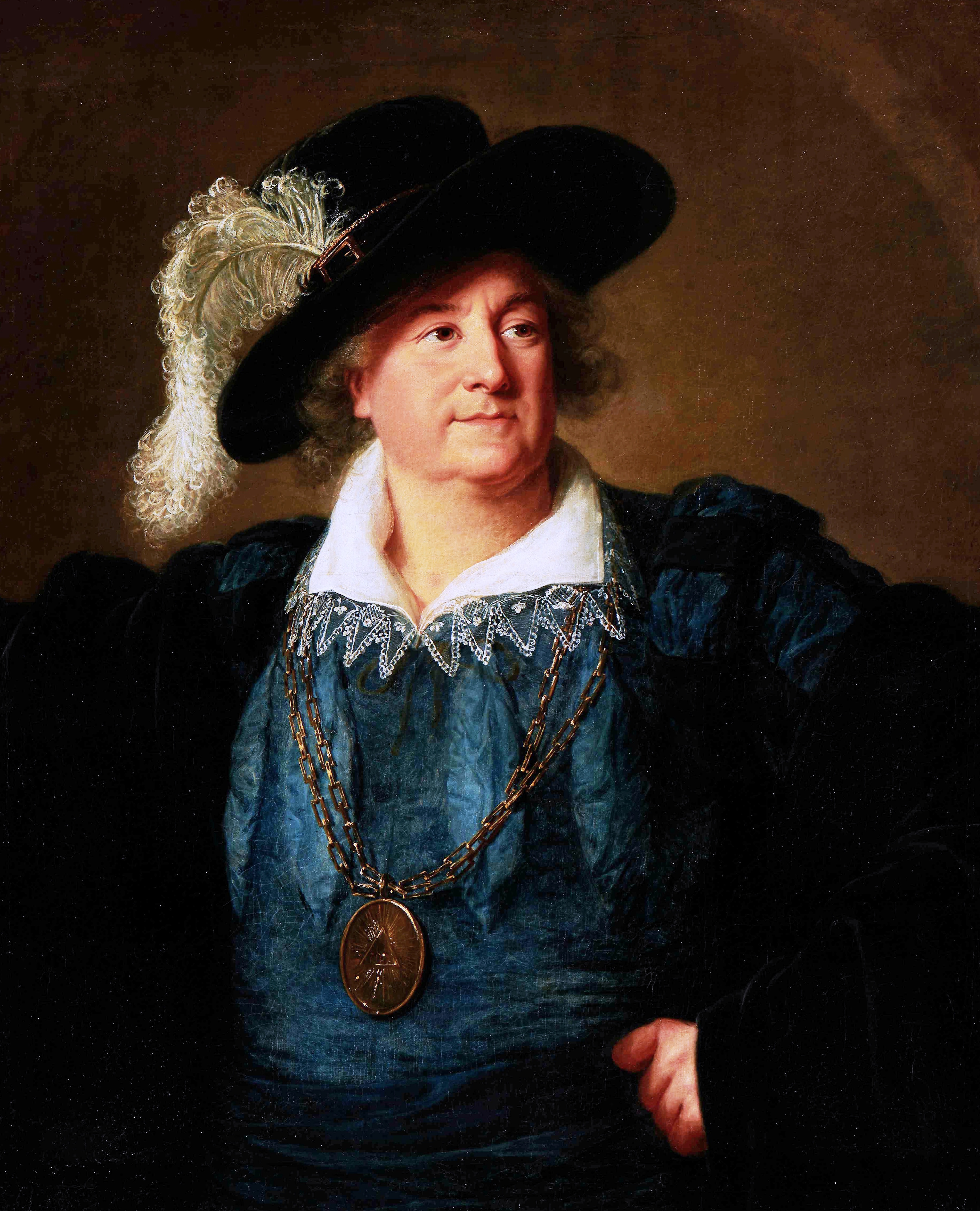
Stanisław August po abdykacji, obraz z 1797 roku pędzla Élisabeth Vigée-Lebrun, Stanisław August przedstawiony został jako nowy Henryk IV, z masońskim medalem z Okiem Opatrzności

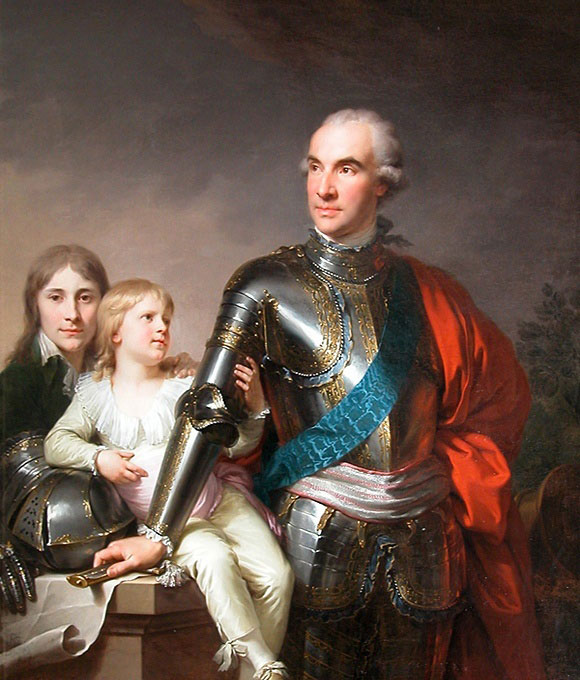
Stanisław Szczęsny Potocki wielki mistrz Wielkiego Wschodu Polski

Pierwszą polską lożą masońską było założone w 1721 w Warszawie Czerwone Bractwo (fr. la Confrérie Rouge), pozostające pod wpływem wolnomularstwa jakobickiego, loża ta jednak szybko się rozpadła. W 1734 roku wolnomularstwo zostało zakazane w Polsce. Około roku 1743 powstały loże w Wiśniowcu i Dukli założone przez Mniszchów i używające rytuału symbolicznego angielskiego. W 1744 roku powstała w Warszawie loża Towarzystwo trzech braci, która odbywała swoje prace w języku francuskim (na jej czele stał m.in. Franciszek Longchamps de Bérier). Po wydaniu 17 maja 1751 roku przez Benedykta XIV bulli potępiającej masonów loża ta przestała funkcjonować. Swoją działalność wznowiła w 1757 roku. Również lwowska loża Świątynia trzech bogiń powstała w 1747 roku (współtwórcą był wspomniany Franciszek Longchamps de Bérier) szybko, na skutek działań duchowieństwa, przestała funkcjonować jawnie. 30 maja 1751 roku powstała gdańska loża Trzech pionów wzorująca się na berlińskiej loży Trzech globów. 18 stycznia 1767 z inicjatywy Augusta Fryderyka Moszyńskiego powstała loża Cnotliwy Sarmata, przekształcona we wrześniu 1768 w Wielką Lożę Cnotliwy Sarmata w Warszawie. W 1780 loże polskie i litewskie połączyły się w lożę Katarzyny pod Gwiazdą Północną, która w roku 1781 weszła w skład utworzonej na podstawie konstytucji Jamesa Andersona Wielkiej Loży Narodowej Wielkiego Wschodu Polski.
26 lutego 1784 został ogłoszony Akt ogłoszenia i ustawy Wielkiego Wschodu Królestwa Polskiego i Wielkiego Księstwa Litewskiego – pierwsza konstytucja polskiej masonerii, obowiązującą do 1821 roku.
W 1781 wielkim mistrzem Wielkiego Wschodu Polski został Ignacy Potocki. Loże gromadziły wówczas liczne przedstawicielstwo arystokracji. Do loży wolnomularskiej należał nawet król Stanisław August Poniatowski. W latach 1784–1788 wielkim mistrzem Wielkiego Wschodu Polski był późniejszy targowiczanin Stanisław Szczęsny Potocki.
Na ogólną liczbę 359 posłów na Sejm Czteroletni, aż 74 było masonami (20%). 12 stycznia 1789 wielkim mistrzem został Kazimierz Nestor Sapieha. 8 maja 1788 loża Katarzyny pod Gwiazdą Północną zmieniła nazwę na Stanisława Augusta pod Gwiazdą Północną. Masoni brali aktywny udział w pisaniu Konstytucji 3 maja 1791 roku i w przeprowadzeniu przewrotu parlamentarnego, który doprowadził do jej uchwalenia. Zgromadzenie Przyjaciół Konstytucji Rządowej znajdowało się pod kontrolą loży. W czasie insurekcji kościuszkowskiej w 1794 z inicjatywy masonerii powstał radykalny klub jakobinów, którego członkiem był m.in. Józef Zajączek. Polska była najdalej wysuniętym na wschód krajem, gdzie tak wcześnie powstawały loże wolnomularskie. W 1794 r. wolnomularstwo zostało zakazane w Galicji.
Za czasów Księstwa Warszawskiego wolnomularstwo znajdowało się pod opieką Napoleona I, zaś w czasach Królestwa Polskiego pod opieką Aleksandra I. Masoni przyczynili się wówczas – z jednej strony – do rozwoju oświaty, ale także do likwidacji wielu zakonów, co spowodowało wzmocnienie antymasońskich resentymentów. Czołowym działaczem wolnomularskim był Stanisław Kostka Potocki. Choć centrum życia wolnomularskiego pozostawała Warszawa to już w 1811 powstała w Płocku konkurencyjna dla tego ośrodka Wielka kapitulna Loża Matka "Szczere Połączenie", która konkurowała o zwierzchnictwo nad wszystkimi lożami w Kraju. W Królestwie Polskim wolnomularstwo było ruchem legalnym, wspieranym przez władze, do 1821 roku działały 34 loże. Prawie 50% generałów powstania listopadowego działało w masonerii. Wielu wolnomularzy brało udział w powołaniu Uniwersytetu Warszawskiego. W latach 1817–1821 58,4% profesorów tej uczelni należało do lóż wolnomularskich, w tym jej pierwszy rektor Wojciech Szweykowski. W 1821 masoneria została zakazana w Królestwie Polskim, a w 1822 r. w cesarstwie rosyjskim. Niewielkie nielegalny grupy nie przejawiały na tych terenach silniejszej aktywności, w Poznańskiem i na Pomorzu, legalne wolnomularstwo stopniowo uległo w drugiej połowie XIX wieku całkowitej germanizacji. Obecny hymn Polski Mazurek Dąbrowskiego zawiera w nazwie nazwisko wolnomularza Henryka Dąbrowskiego.
Nowoczesne wolnomularstwo podjęło działalność w Polsce na początku XX stulecia, najwcześniej w Królestwie Polskim (po rewolucji 1905-1907), skupiając głównie czołówkę inteligencji; przeciwne reliktom feudalnym, ale i rewolucji proletariackiej, występowało wówczas za niepodległością Polski i pewnymi przemianami społecznymi, wysuwając jednak na czoło zadania moralnego przekształcenia społeczeństwa.
Jednym ze zwolenników odzyskania przez Polskę niepodległości był wolnomularz i prezydent Stanów Zjednoczonych Woodrow Wilson. W dwudziestoleciu międzywojennym masoneria skupiała część polskiej inteligencji. Spośród sześciu wielkich mistrzów Wielkiego Wschodu dwudziestolecia międzywojennego, trzech było psychiatrami: Rafał Radziwiłłowicz, Jan Mazurkiewicz i Witold Łuniewski. Pierwszy prezydent Polski Gabriel Narutowicz był wolnomularzem. Reaktywowany w 1920 zakon w większości poparł Józefa Piłsudskiego, a sam Naczelnik Państwa wspierał ruch i nakłaniał ludzi ze swego otoczenia do wstępowania do masonerii. Według niektórych źródeł WLNP brała udział w przygotowaniu zamachu majowego. W listopadzie 1926 roku prymas Polski August Hlond uzasadniał konieczność walki z wolnomularstwem w Polsce, podnosząc argumenty, że poza wrogością do chrześcijaństwa, masoneria to konspiracja zagraniczna, której na Polsce nic nie zależy, ale która potężnej Polski nie chce. W 1938 roku rozpętała się kampania antymasońska, w której zasłynął m.in. były premier i ex-wolnomularz Leon Kozłowski. Ostatecznie jesienią tego roku dekretem prezydenta RP Ignacego Mościckiego, nastąpiło rozwiązanie wszystkich stowarzyszeń masońskich w Polsce. W tym celu władze bezpieczeństwa dokonywały szereg rewizji oraz dokonywały likwidacji istniejących lóż. Pojedyncze loże działały jednak w konspiracji.

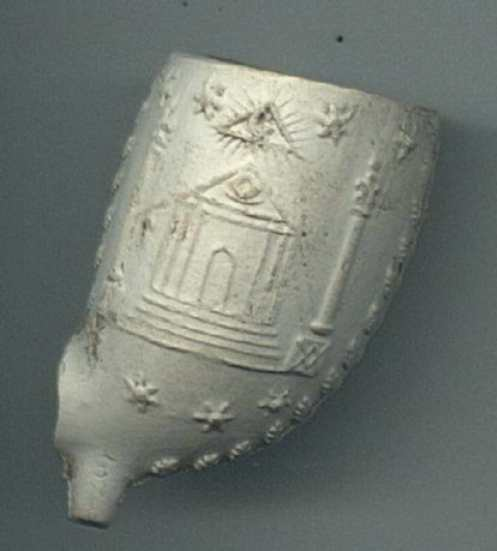
Fajka z symbolami masońskimi
XVIII w., okolice Gdańska

W okresie powojennym loże praktycznie nie istniały, a mimo tego problem „masonerii” cały czas pozostawał w zakresie zainteresowań aparatu bezpieczeństwa. Pojedyncze osoby, spotykające się konspiracyjnie i sympatyzujące z ideami masońskimi, nie miały żadnego wpływu na rozwój wydarzeń. Idee masońskie nie znajdowały żadnego poparcia ani w ideologii komunistycznej, ani w kręgach opozycji katolickiej, ani w bardziej lewicowych kręgach opozycji. Nie miały też żadnego wpływu na dzieje „Solidarności” oraz wydarzenia 1989 roku.
Obecnie najważniejszymi działającymi w Polsce organizacjami wolnomularskimi są działająca wcześniej w konspiracji i zarejestrowana w 1991 Wielka Loża Narodowa Polski, Wielki Wschód Polski, Wielki Wschód Rzeczypospolitej Polskiej i Międzynarodowy Mieszany Zakon Wolnomularski „Le Droit Humain”. W pierwszej połowie lat 90. XX w. we Wrocławiu działała loża Horus, podporządkowana obediencjom niemieckim.
W Polsce żyje dzisiaj ok. 1500 wolnomularzy różnych obediencji. Najwięcej lóż działa w Warszawie, w innych miastach pojedyncze (w Bydgoszczy, Poznaniu, Krakowie, Katowicach, Toruniu, Lublinie i Gdańsku). Polscy masoni to przeważnie drobni przedsiębiorcy i przedstawiciele szeroko pojętej inteligencji.

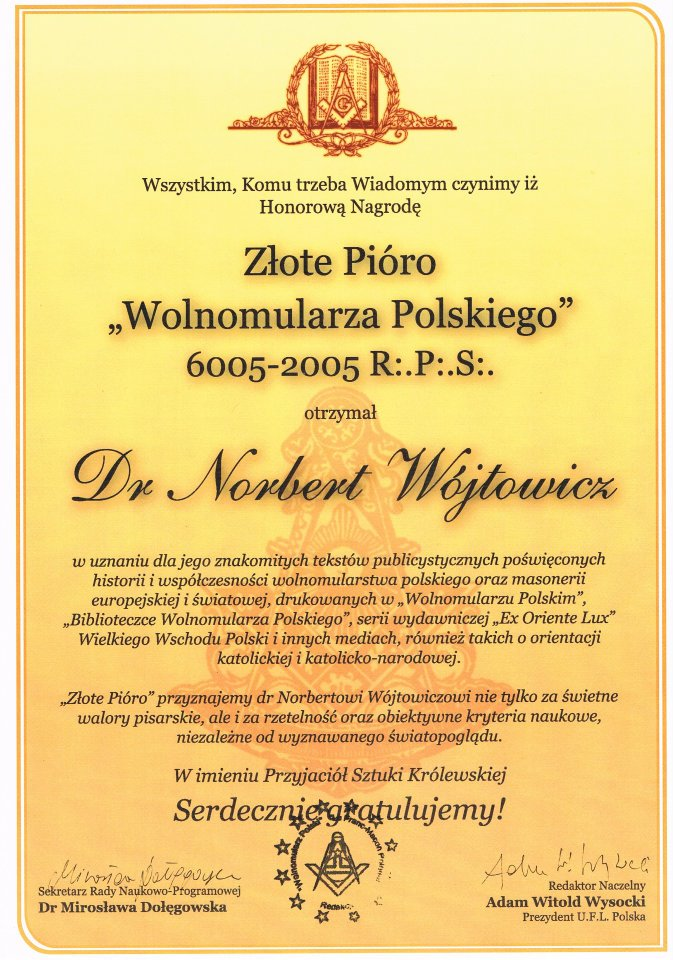
Dyplom jednego z nadań Złotego Pióra "Wolnomularza Polskiego" z uzasadnieniem

Począwszy od lat 90. XX w. Warszawie ukazywały się dwa pisma wolnomularskie: Ars Regia i Wolnomularz Polski. To drugie od 2006 przyznawało nagrodę „Złote pióro Wolnomularza Polskiego”, będącą wyróżnieniem dla najlepszego autora piszącego na temat masonerii.
Jeden z największych w Europie zbiorów książek masońskich, które przywieźli do Polski Niemcy podczas II wojny światowej z terenu III Rzeszy i Belgii, posiada Uniwersytet im. Adama Mickiewicza w Poznaniu.
6 lutego 1997 poseł Jan Skrobisz zwrócił się do Ministra Spraw Wewnętrznych i Administracji Leszka Millera z prośbą o wyjaśnienie sytuacji prawnej działających w Polsce lóż masońskich podporządkowanych Wielkiemu Wschodowi Francji.

### Polskie wolnomularstwo emigracyjne
W wieku XIX daje się zauważyć dość silne zaangażowanie polskich przymusowych emigrantów politycznych w wolnomularskich strukturach państw zachodnich. Jest to szczególnie widoczne w dwóch fazach - po zakazie działalności masonerii w 1821 i po upadku powstania styczniowego. Jednakże niezależnie od tego zaangażowania Polaków na kontynencie europejskim warto podkreślić ich aktywny udział w tworzenie się struktur wolnomularstwa w USA. Na szczególną uwagę zasługuje ich aktywność w budowaniu zreformowanej "The American Masonic Federation" Matthew McBlain Thomsona mającą być "odrębną od wpływowych i cieszących się autorytetem Wielkich Lóż poszczególnych stanów". W ramach tej struktury istniała m.in. cała struktura polskich lóż w stanach Illinois, Michigan Ohio i Nowy Jork. Odrębną historię stanowią losy działającej po wybuchu II wojny światowej w Paryżu polskiej loży "Kopernik" która w okresie PRL wspierała struktury podziemnego wolnomularstwa w kraju.

### Legendy na temat genezy

Mistrz z węgielnicą, cyrklem i pionem. Jost Amman, drzeworyt

Początek pisanej i względnie pewnej historii wolnomularstwa wiąże się z epoką oświecenia; istnieje jednak szereg wolnomularskich legend, które nadają historii wolnomularskiej romantyczności i starożytnego pochodzenia. Patronem masonerii jest Hiram Abiff, budowniczy Świątyni Salomona, który został zamordowany przez nieuczciwych czeladników, ponieważ nie chciał wyjawić najistotniejszego sekretu mistrza masońskiego, którym jest Grand Masonic Word, niewypowiedzialne imię Boga. Według nauk okultystycznych, imię ducha jest kluczem do władzy nad nim. Hiram Abiff jako jedyny na świecie znał ten sekret. Po odnalezieniu grobu Hirama pozostali mistrzowie masońscy w obawie, że Hyram wyjawił słowo mistrzów umówili się, iż pierwsze słowo, powiedziane podczas wyjmowania ciała, będzie nowym słowem mistrzów. Jakoz jeden z mistrzów, podnosząc ciało rzekł "Macbenac", co znaczy ciało odchodzi od kości. Macbenac odtąd zostało słowem mistrzów. Masoneria odwołuje się do podań o budowniczych piramid starożytnych i katedr gotyckich, nosicieli niezwykłej wiedzy i umiejętności architektonicznych, które pozwalały im wznosić potężne budowle w czasach, gdy większość społeczeństwa była niepiśmienna. Masoni uważają za masonów także Adama, pierwszego człowieka, i Noego, budowniczego biblijnej arki. Według tej tradycji razem z wiedzą geometryczno-architektoniczną przekazywana była także tajemna doktryna metafizyczno-etyczna o Wielkim Budowniczym Wszechświata (zwanym też Wielkim Geometrą). Masonem miał być również Abraham, gdy przybył do Egiptu wraz z żoną, przekazał Egipcjanom ogrom wiedzy oraz wykształcił bardzo zdolnego ucznia o imieniu Euklides. To właśnie on miał stworzyć podstawy postępowania mularzy. Według jednej z tradycji, pierwszym masonem miał być Kain. James Anderson za pierwszych masonów uważa synów Lamacha, o których wspomina Biblia. Mieli oni odkryć założenia wszystkich nauk i spisać je na dwóch kamiennych kolumnach, aby mogły przetrwać Potop. Odczytane przez Hermesa Trismegistosa (legendarnego twórcę alchemii), przekazane zostały innym. Wiedza ta miała posłużyć zbudowaniu wieży Babel. Inna legenda wspomina o królu Nemrodzie, który był wielkim mularzem i postanowił zbudować miasto Niniwę, a w tym celu przekazał swoją wiedzę trzydziestu robotnikom, również mularzom. Również Jezus Chrystus miał być wtajemniczony w sztukę wolnomularstwa, lecz miał odmówić mistrzostwa w starożytnej masonerii. Początki wolnomularstwa wiązane są również z zakładaniem przez Numę pierwszych korporacji robotniczych które wraz z wycofaniem się Rzymian z terenów brytyjskich musiały przekształcać się w różnego rodzaju bractwa rzemieślnicze. W średniowieczu nosicielami tej wiedzy miały być cechowe organizacje wolnych murarzy (stąd nazwa), później określane „jako wolnomularstwo operatywne”, którego współczesnymi przedstawicielami byliby zwykli, wykwalifikowani architekci i murarze; cechy takie istniały w całej średniowiecznej Europie, w której budowano katedry gotyckie. Bractwa zakładane były w celu zachowania tajemnicy rzemiosła, omawiania problemów zawodowych, dzielenia się doświadczeniami w miejscach najczęściej zwanych Lożą. Spełniały one również funkcję szkoły dla nowicjuszy i miejsce spotkań towarzyskich. W loży zbierano się również na uroczyste święta jak np. dzień św. Jana Ewangelisty (27 XII) lub czterech budowlanych rzeźbiarzy – męczenników (8 XI). Z upływem czasu gdy sztuka murarska stawała się coraz bardziej dostępna, bractwa traciły na znaczeniu, ale proces ten zachodził powoli. Wśród 40 członków loży w Aberdeen w 1670 roku byli również adwokaci, chirurdzy i kupcy, a np. Loża św. Pawła z Londynu dopiero w 1703 umożliwiła wtajemniczanie innych ludzi niż budowlańcy. Prawdopodobnie, na powstanie masonerii duży wpływ miał angielski cech budowniczych, który w XVI wieku przyjął nazwę „Bractwa wolnych mularzy”. W XVII wieku stracił na znaczeniu i aby przetrwać przyjął członków nie związanych z budownictwem, stąd zmienił nazwę na „Bractwo mularzy wolnych i przybranych”. Wolnomularstwo spekulatywne (tworzone przez hermetyków i filozofów), czyli właściwa masoneria, miała powstać z zetknięcia wolnomularstwa operatywnego i nauki, takich jak Robert Fludd, różokrzyżowców (Christian Rosenkreuz), których nauki mają początek w pismach Niemca Johanna Valentina Andreae, za sprawą tegoż ma ono związki także ze starożytną wiedzą tajemną, na przykład z pitagoreizmem. Pewne symbole i nauki wolnomularskie pochodzą także z filozoficznej alchemii. Niektóre legendy wskazują na związki wolnomularstwa z zakonem templariuszy. Historyk John Robinson w dziele Zrodzeni z krwi twierdzi, że wolnomularstwo może wywodzić się faktycznie od tego zakonu; część zakonników przedostała się z Francji do Anglii i tam, poprzysiągłszy zemstę papieżowi, w ukryciu przekazywała swoje sekrety, aż w XVIII wieku mogła wreszcie bez przeszkód się ujawnić. Większość terminologii wolnomularskiej ma pochodzenie starofrancuskie i została przez angielszczyznę przejęta. Jedna z legend podaje, że w dniu spalenia na stosie mistrza templariuszy Jakuba de Molay kilku wtajemniczonych, przebranych na mularzy przyszło zebrać jego prochy i przysięgło zemstę katom. Rocznica śmierci wielkiego mistrza obchodzona jest w lożach. Zemsta miała się dokonać poprzez ścięcie Ludwika XVI w dawnej twierdzy templariuszy. Pierwsza wzmianka o templariuszach złączonych z wolnomularstwem pochodzi z protokołów loży „Kapituła Sklepienia Królewskiego w. Andrzeja” z Bostonu z 1769 roku Wielka Loża w Yorku usankcjonowała w 1780 roku stopień „rycerza templariusza”. Wielu masonów zaprzecza pochodzeniu wolnomularstwa od templariuszy. Dał temu wyraz Konwent z Wilhelmsbad z 1782 roku orzekając, że wolnomularstwo szkockie nie jest kontynuacją tradycji Zakonu. Mimo to powstają organizacje para-masońskie odwołujące się do tradycji templariuszy np. Zakon Wschodnich Templariuszy, którego propagatorem był Aleister Crowley, szef sekcji brytyjskiej, który przybrał imię Baphometa. Jest to imię bożka jakiemu miał oddawać cześć Jakub de Molay wraz z templariuszami. Według Kabały imię to akrostych czytany wspak, oznaczający "opat świątyni pokoju wszechludzkości" (łac. templi omnium hominum pacis abbis).

## Organizacja

### Ryty i stopnie wtajemniczenia

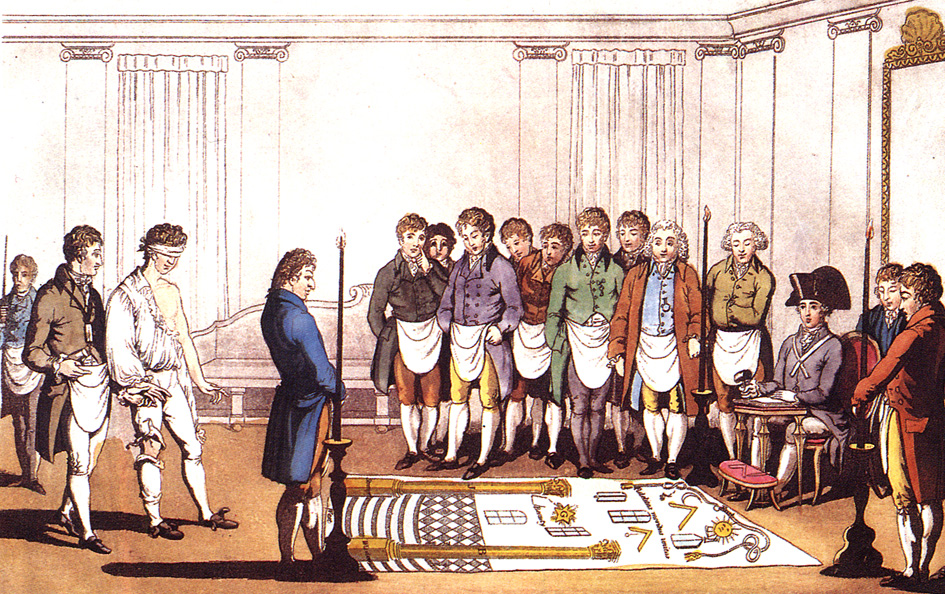
Wolnomularska inicjacja. Rycina z XVIII wieku

Masoneria stworzyła system wtajemniczeń (stopni), których przejście wiąże się z alegorycznym poznawaniem prawd metafizycznych i moralnych. Podstawowe stopnie inicjacji masońskiej (tzw. masonerii błękitnej) to uczeń, czeladnik i mistrz.
Ponadto istnieją systemy dodatkowych stopni (tzw. masoneria czerwona, czarna, biała), z których można wymienić Ryt Szkocki Dawny i Uznany, Ryt Francuski Nowoczesny, Ryt York, Ryt szwedzki, Ryt Memphis-Misraim itd. Ilość stopni dodatkowych jest zależna od Rytu. I tak w RSDiU jest 33 stopni, w RFN – 5, RMM- 99.
Masoneria wykształciła skomplikowane obrządki wywodzące się z obrządku stosowanego w lożach średniowiecznych wolnomularzy operatywnych, wzbogaconego o współczesne elementy. Należą do nich:
- otwarcie i zamknięcie loży
- podniesienia kandydata do odpowiedniego poziomu wtajemniczenia. W czasie wypełniania tego obrządku adeptowi zdradzane są pewne tajemnice oraz przekazywane słowa konieczne do komunikacji między braćmi oraz gesty pozwalające ich rozpoznać. W czasie inicjacji adept składa także przysięgę, w której zobowiązuje się zachować w tajemnicy wszelkie informacje uzyskane w loży. W czasie przysięgi opisuje się także rodzaj kary, jaka ma go spotkać w wypadku naruszenia. Jest to element tradycji a kary mają charakter symboliczny.

Rytuały masońskie mają umacniać braterską więź, poczucie wspólnoty i tożsamości, a także wprowadzać odpowiednią podniosłą atmosferę sprzyjającą refleksji. Podczas prac wolnomularze noszą białe rękawiczki i fartuszki (kobiety – suknie).
Kontrowersje wzbudza jednak symbolika wtajemniczenia (33 stopnia), według byłego masona dr. Maurice’e Caillete, przy inicjacji 33 (najwyższego) stopnia, osoba przechodząca inicjację depcze w piachu tiarę papieską.
Językiem prac lożowych w Polsce jest język polski. W XVIII i XIX wieku bardzo często na całym świecie używano francuskiego, na początku XX wieku eksperymentalnie w Szwajcarii wprowadzano esperanto podczas spotkań międzynarodowych.

### Symbolika i tajemnice masońskie

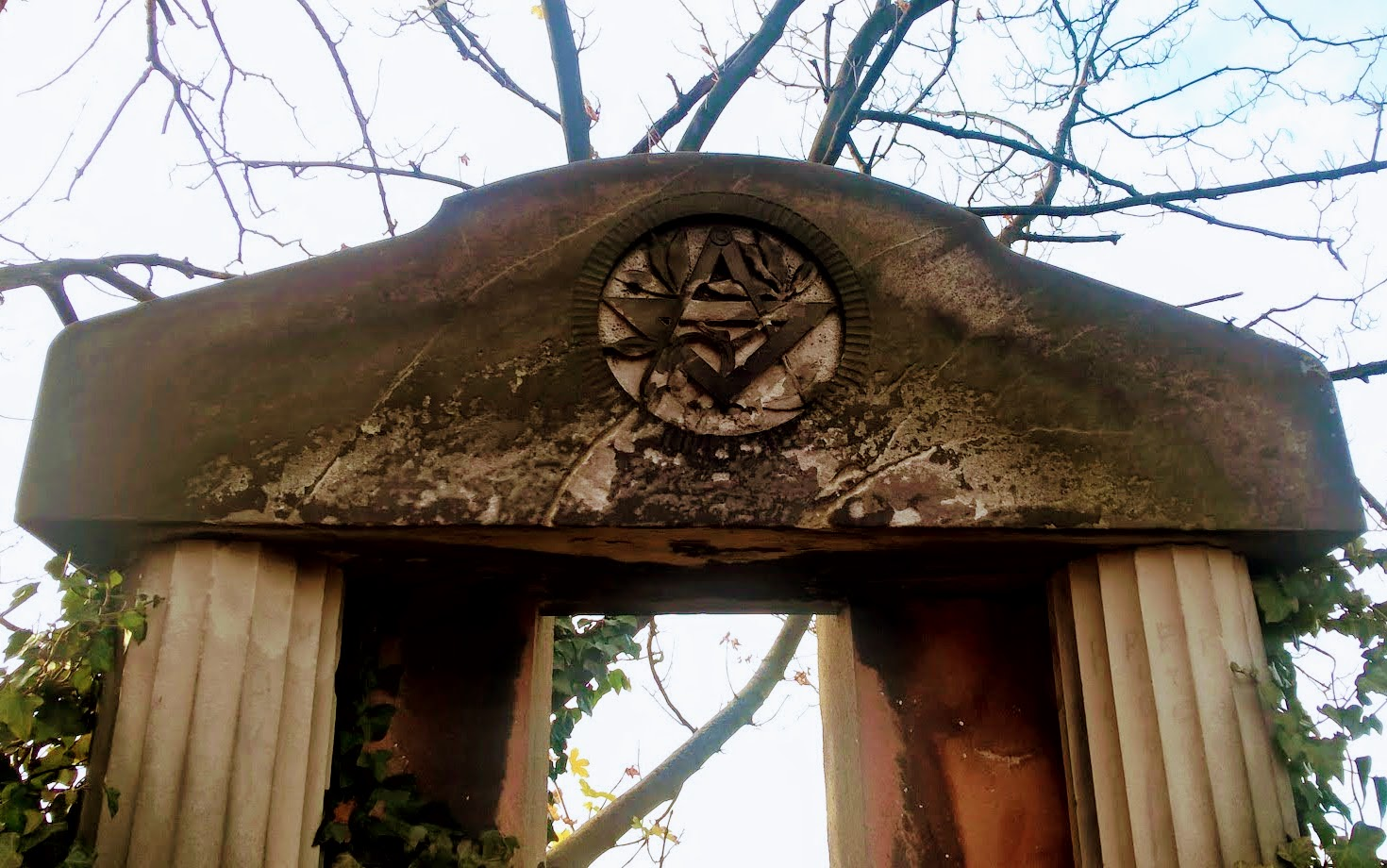
Symbole masońskie na grobowcu poniemieckiego cmentarza w Szprotawie - Iławie

Symbolika masonerii odwołuje się do „budowania” jako obowiązku i zadania masona, stąd symboliczne znaczenie mają instrumenty dawnych murarzy: węgielnica, kielnia, fartuch, pion i młotek. Jednocześnie mason uważa się za kamień, który wymaga obróbki i uszlachetnienia. Symbolika masońska czerpie także z tradycji różokrzyżowców, a za ich pośrednictwem z symboliki alchemicznej. Jeszcze inne symbole pochodzą ze starożytnych misteriów inicjacyjnych, zwłaszcza egipskich i eleuzyjskich oraz mitów solarnych i pitagorejskich. Duża część symboliki ma pochodzenie chrześcijańskie i gnostyczne; wreszcie niektóre symbole są zapożyczeniami z symboliki rycerskiej.
Symbole w masonerii są pojmowane jako znaki w wymiarze intelektualno-duchowym, a nie religijno-okultystycznym. Symbolika wolnomularska nie jest jednoznaczna i może podlegać interpretacjom samych wolnomularzy.

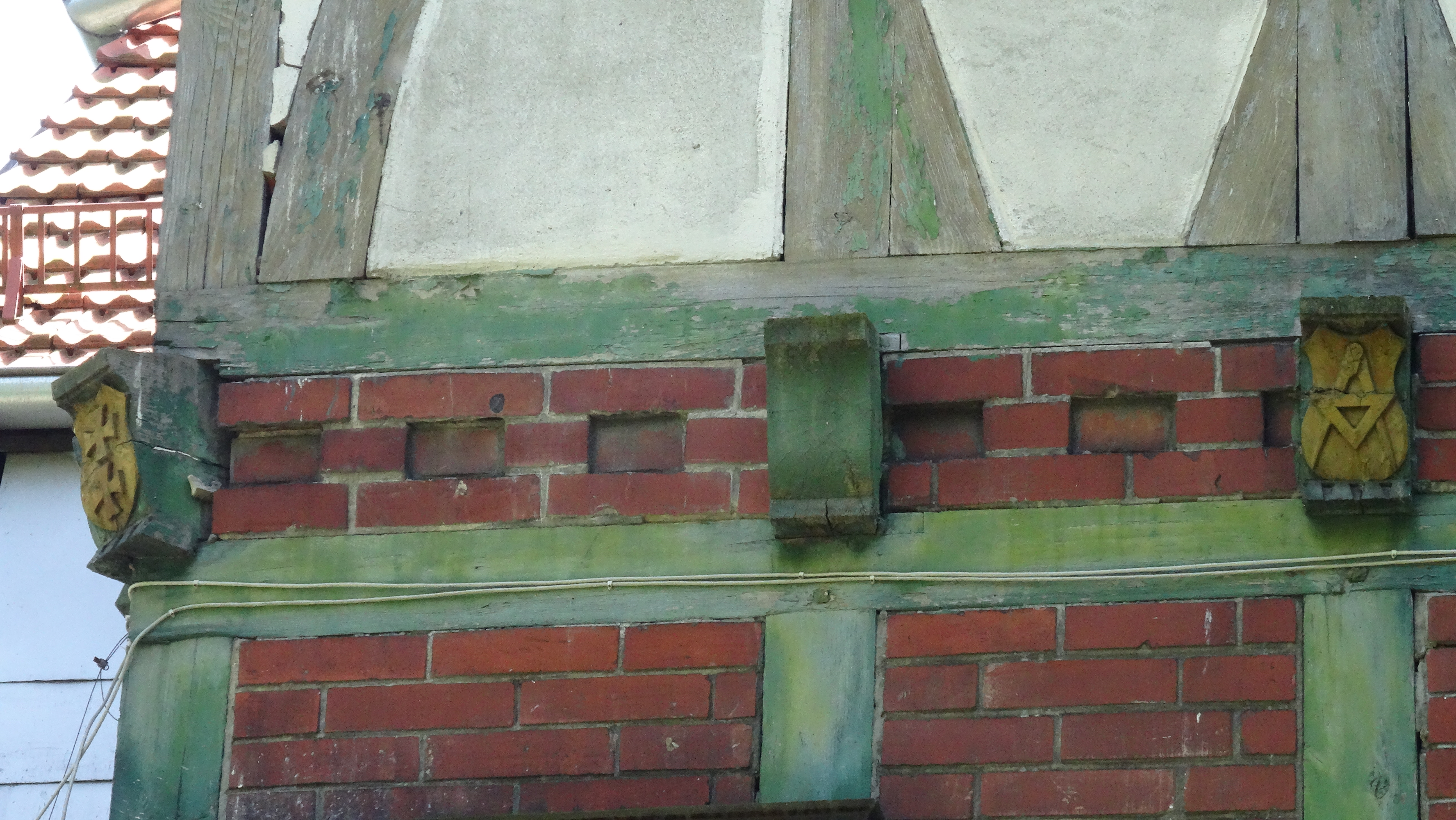
Herb Gdańska oraz wolnomularskie insygnia: cyrkiel i węgielnica na kamienicy przy ul. Tuwima 30 w Gdańsku

Do stałych symboli większości rytów masońskich należą:
- Cyrkiel – symbol mądrości, wiedzy, rozumu, twórczych i aktywnych sił Boga i człowieka. Łącząc w sobie okrąg, czyli nieskończoność i punkt – początek, symbolizuje absolut. Obok węgielnicy i Biblii jest jednym z tzw. Wielkich Świateł w loży.
- Węgielnica – symbolizuje równowagę i szczerość, w rycie szkockim w połączeniu z cyrklem symbolizuje siły pasywne (podczas gdy cyrkiel ma symbolizować siły aktywne).
- Świątynia Salomona – symbol dążenia do zjednoczenia ludzkości. Jej zadaniem jest przygotowanie całej ludzkości, symbolizuje doskonałość, całą masonerię.
- Trzy kolumny architektoniczne (również liczba trzy) – symbolizują zasadę trzech wartości: wiedzy, piękna i siły.
- Wschód (Orient) – święty kierunek masonerii – nawiązanie do miejsca występowania Erec Izrael. W masonerii wszystkie wydarzenia dzieją się na Wschodzie czegoś: stąd – Wschód Polski, Wschód Warszawy, Wschód Krakowa.
- Zachód – symboliczny kierunek, z którego przybywają profani do loży.
- Południe – symboliczna godzina rozpoczęcia prac lożowych. Chodzi tu o astronomiczne południe, gdy słońce stoi w zenicie. W rzeczywistości loże zwykle otwierane są wieczorem, by umożliwić uczestnictwo osobom pracującym. Wymóg otwarcia loży w południe obchodzi się tłumacząc, że skoro ziemia jest okrągła i obraca się wokół swej osi, w każdej chwili w jakimś punkcie globu słońce stoi w zenicie.
- Północ – symboliczna godzina zakończenia prac lożowych.
- Kamień nieociosany – nowo przyjęty do loży wolnomularz.
- Kamień ociosany – osoba, która przeszła proces duchowego doskonalenia.
- Słońce – symbol rozumu, światła.
- Gwiazda – symbol światła, wiedzy, doskonałości.
- Trójkąt – symbol nauki.
- Oko – symbol świadomości, mądrości, Wielkiego Architekta.
- Litera G – umieszczana często w centrum płonącej pięcio- bądź sześcioramiennej gwiazdy jest interpretowana jako odniesienie do wyrazów grande, grand znaczących „wielki”, nawiązanie do geometrii oraz greckiego gnosis – wiedza.
- Akacja – symbol nieśmiertelności i dążenia ku światłu. Akację posadzono na grobie zabitego Hirama.
- Kolumny Boaz i Jakin – miejsce „pobierania płacy”, czyli nabywania wiedzy wolnomularskiej. Symbole sił męskich (J) i żeńskich (B). Na kolumnie Boaz uwidaczniany jest często świat, zaś na Jakin – niebo (sfera wyższa).
- Kolumny Enocha – według legendy Enoch stworzył 2 kolumny – z marmuru i z brązu, by nic – ani powódź, ani ogień – nie zniszczyło uniwersalnych prawd, jakie Enoch postanowił zapisać na kolumnach. Na fartuszku masońskim George’a Washingtona ukazano cztery kolumny – dwie na pierwszym planie to właśnie kolumny Enocha, zaś dwie na dalszym – Boaz (po lewej) i Jakin (po prawej).

Dokładne informacje o symbolice i obrządkach masońskich stanowią rodzaj tajemnicy, którą członkowie lóż mają obowiązek zachowywać. Wolnomularstwo posiada własny kalendarz.
Pojęcie tajemnicy jest podstawowym elementem wolnomularstwa, podobnie jak podstawowy jest podział ludzi na wtajemniczonych (braci) oraz profanów (światowych). Prawdziwe lub rzekome tajemnice masońskie są częścią jego legendy. W zasadzie masoneria otacza tajemnicą wszystko, co dzieje się w loży od chwili jej otwarcia do zamknięcia. W lożach wygłasza się tak zwane deski, czyli krótkie referaty na jakiś dowolny temat. W szczególności tajemnicami są informacje przekazywane adeptowi w czasie podniesienia do któregokolwiek stopnia wtajemniczenia.
Sekrety można podzielić na kilka grup:
- słowa (hasła) używane w loży – zwykle wypowiadane szeptem lub literowane oraz gesty pozwalające rozpoznać braci,
- nauki moralne i historyczne, zwykle oparte na wątkach biblijnych,
- symbolikę architektoniczną opartą na – jak się wierzy – budowie Świątyni Salomona,
- symbolikę narzędzi murarskich i kamieniarskich oraz czynności nimi wykonywanych,
- treść przysięgi składanej przez adepta i rodzaj kary grożącej za zdradę tajemnic.

W przeszłości tajemnica była pojmowana bardzo szeroko: tajemnicą była budowa i układ loży, jej lokalizacja, a nawet istnienie, cały obrządek, skład personalny loży oraz wszelkie sprawy w niej dyskutowane. Obecnie „tajemnica masońska” stanowi przede wszystkim element tradycji. Takie tajemnice dotyczące masonerii, jak rytuały czy symbolika zostały opisane i są upublicznione. Niektóre rytuały sfilmowano, a materiały udostępniono w sieci.

### Przysięgi

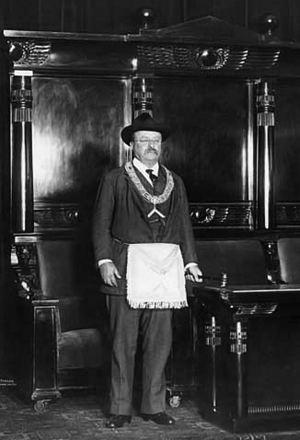
Theodore Roosevelt w stroju masońskim

Masoni zobowiązani są do składania przysiąg. Oto jedna z możliwych wersji: „Przysięgam w imię Najwyższego Architekta Wszystkich Światów nie ujawniać nigdy sekretów, znaków, sposobów dotykania, słów i nauk używanych przez wolnomularzy i zachowywać co do tego wieczne milczenie. Ślubuję i przysięgam na Boga nie wyjawiać nigdy żadnej rzeczy z tych, które mi powierzono do chwili obecnej i które powierzy mi się w przyszłości. Zobowiązuję się i poddaję się następującej karze, jeśli złamię swoje słowo: niech mi spalą wargi rozpalonym żelazem, niech mi utną rękę i przetną szyję, i wyrwą język, a mój trup niech wisi w loży w czasie przyjmowania nowego brata, aby służył za odrażający dowód mojej niewierności i był przestrogą dla innych. Niech zostanie potem spalony, a popioły rzucone na wiatr, aby nie został żaden ślad po mojej zdradzie. Tak mi dopomóż Bóg i Jego święta Ewangelia. Niech się tak stanie.” (Eckert, I, 33-34). Jest to przysięga masonów konserwatywnych.

### Hasła
- „Deszcz pada” – hasło ostrzegające wolnomularzy, że w ich gronie znajduje się profan (światowy), przy którym nie należy mówić o sprawach zakonu.
- „Deszcz pada na świątynię” – hasło oznaczające, że świątynia może być narażona na niedyskrecję profanów (światowych).
- „Do mnie, dzieci Wdowy!” – trwoga, wezwanie o pomoc.

## Polityka

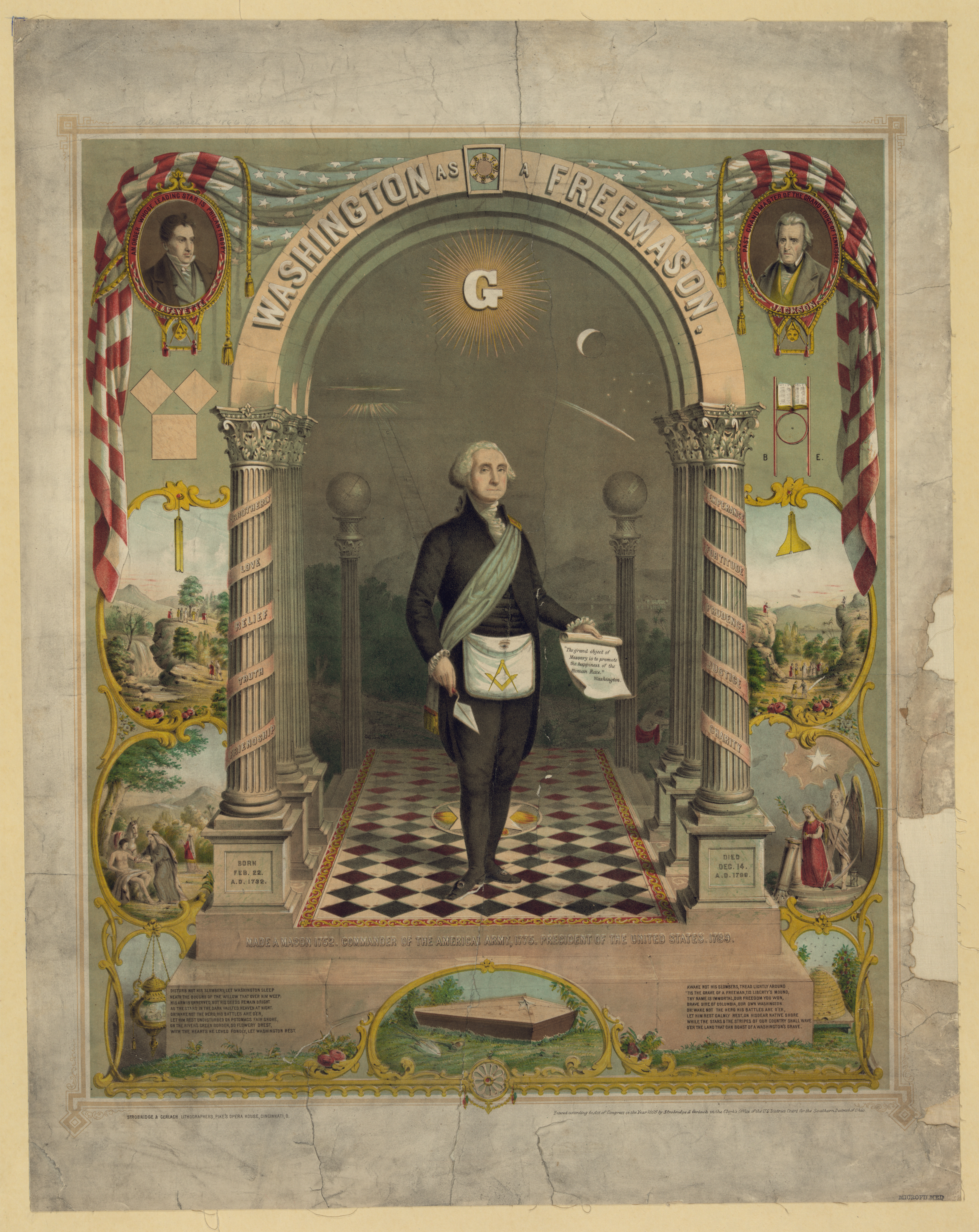
George Washington w stroju masońskim

Wskazuje się na wiodący udział masonów w powstaniu USA (z 56 podpisanych pod deklaracją niepodległości sygnatariuszy, 53 było wolnomularzami) i rewolucji francuskiej (masonami byli np.: książę Ludwik Filip Burbon, La Fayette, Marat, Danton, Napoleon Bonaparte, a prawdopodobnie i Robespierre), lecz również na ich udział w zabójstwie Aldo Moro, śmierci papieża Jana Pawła I, czy aferze Banco Ambrosiano. Pojawiają się też twierdzenia o zakulisowych wpływach na rządy.
We Francji wolnomularzem może zostać członek każdej umiarkowanej demokratycznej partii, szanującej ideały republikańskie. Wielu wolnomularzy należy do różnych organizacji feministycznych, promujących idee pacyfistyczne, walczących o zwiększenie praw mniejszości narodowych, seksualnych i światopoglądowych, a także partii prospołecznych (np. do silnej Partii Socjalistycznej), które w swoim programie zawarły walkę o prawa wszystkich mniejszości, a także finansowane z podatków wsparcie ze strony państwa dla kultury, edukacji itd., lub przynajmniej z nimi prywatnie sympatyzuje.
Francuskie wolnomularstwo liberalne silnie akcentuje poza tym swoją sympatię dla idei solidarnej Unii Europejskiej. Lewicowy Grand Orient de France opowiada się za laickością państwa. Tradycyjnie wrogo do wolnomularstwa nastawiona jest francuska prawica (obecnie przede wszystkim Front Narodowy).
Poprzez szkolnictwo wolnomularstwo może kształtować zachowania i poglądy młodych ludzi zgodnie ze swoją linią, co jest sprzeczne z założeniami konserwatyzmu, według którego rodzice powinni decydować o wychowaniu swoich dzieci; mason Georges Danton powiedział pod koniec XVIII wieku: „Dzieci należą najpierw do Republiki, a dopiero potem do rodziców”. W publicznych mediach nie nadaje się programów o charakterze religijnym, w prawie francuskim nie ma zapisów zakazujących obrażania uczuć religijnych, a są zakazujące eksponowania symboli religijnych w przestrzeni publicznej. O wpływie masonów na rządy francuskiej „prawicy” donosił tygodnik „Le Point”.
Podobne działania podejmuje wolnomularstwo hiszpańskie. W Hiszpanii wielu masonów jest w PSOE, w tym wielki mistrz Wielkiej Loży Hiszpanii, Josep Corominas – dawniej senator z ramienia PSOE, kilku jest w kierownictwie tej partii.
W Austrii politykami związanymi z masonerią byli należący do SPÖ kanclerz Austrii Fred Sinowatz i burmistrz Wiednia Helmut Zilk.
Skandynawskie wolnomularstwo regularne bywa atakowane przez środowiska lewicowe i feministyczne za swój konserwatyzm: niechęć do przyjmowania kobiet i niechrześcijan. Bardziej liberalny nurt reprezentują tam niezbyt liczne, mieszane loże Le Droit Humain.
Masoneria w krajach anglosaskich jest związana z dominującymi mieszczańskimi partiami. W 2000 roku powstał pomysł w łonie brytyjskiej Partii Pracy, aby wszyscy członkowie masonerii zajmujący wysokie stanowiska państwowe w Wielkiej Brytanii byli zmuszeni ujawnić swoją przynależność do lóż, motywując to jawnością życia publicznego. W wyniku dyskusji uznano ten pomysł za niezgodny z prawami człowieka.
Ponieważ podczas inicjacji wolnomularze przysięgają, że już nigdy przed nikim nie uklękną, to prezydent czy król, będący masonem, nie mógłby już uklęknąć na przykład przed papieżem. Aktywne na scenie politycznej są także masonki z lóż żeńskich i Le Droit Humain.

### Wolnomularstwo a polska polityka

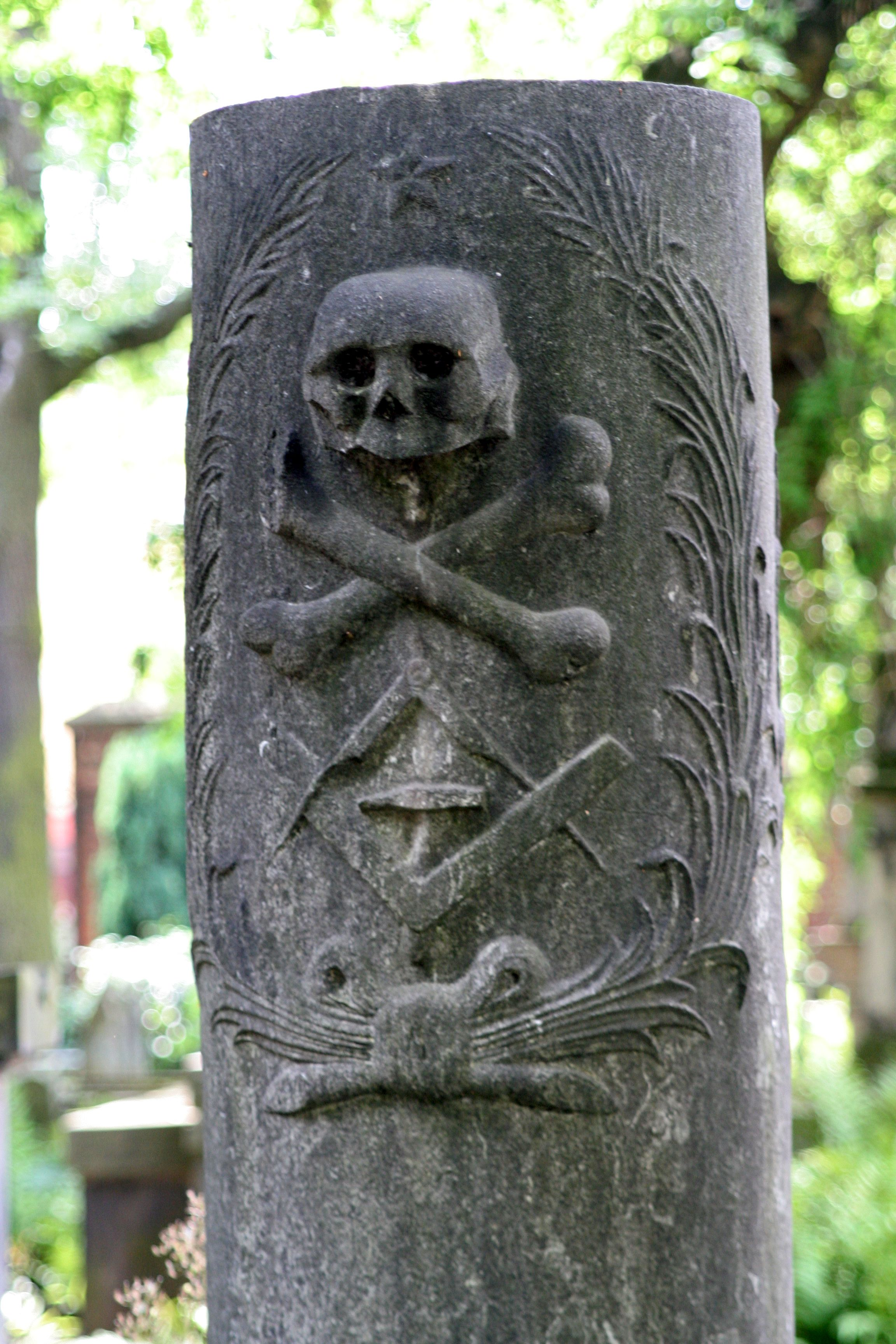
Wolnomularska symbolika na cmentarzu ewangelicko-reformowanym w Warszawie

W Polsce masoneria jest nieliczna i niewielu wolnomularzy uczestniczy w życiu politycznym. Polscy wolnomularze przed wojną i tuż po niej związani byli głównie z Polską Partią Socjalistyczną i Stronnictwem Demokratycznym. Wolnomularzami byli m.in. działacz opozycji demokratycznej i socjalista Jan Józef Lipski oraz wicemarszałek Sejmu Aleksander Małachowski, członek Unii Pracy, która przez pewien czas znajdowała się w koalicji wyborczej z Sojuszem Lewicy Demokratycznej.
W bliskich stosunkach z polskimi wolnomularzami liberalnymi pozostaje Maria Szyszkowska – m.in. współredaguje Wolnomularza Polskiego, nie należy jednak do żadnej loży. Wszyscy dotychczasowi wielcy mistrzowie Wielkiego Wschodu Polski są osobami o poglądach centrolewicowych: Andrzej Nowicki, Zbigniew Gertych i Piotr Kuncewicz.
Bardziej konserwatywny charakter ma Wielka Loża Narodowa Polski, afiliowana przy Wielkiej Zjednoczonej Loży Anglii. Należało do niej kilku polityków zaliczanych do prawej strony sceny politycznej. Od swojej przynależności do masonerii odciął się związany po 1989 roku z narodowo-katolickimi partiami Jan Olszewski. Bronisław Wildstein był aktywnym wolnomularzem, związanym początkowo z paryską lożą „Kopernik”, skupiającą osoby o polskich korzeniach w ramach Wielkiej Loży Narodowej Francji, a następnie z warszawską lożą-matką „Kopernik” Wielkiej Loży Narodowej Polski oraz z krakowską lożą „Przesąd Zwyciężony”, której był Wielkim Mistrzem. Oprócz tego pełnił funkcję Wielkiego Dozorcy Wielkiej Loży Narodowej Polski. Obecnie twierdzi, że nie jest już związany z wolnomularstwem.

### Wolnomularstwo a państwo
Dla wolnomularzy istotne znaczenie ma legalizm, patriotyzm oraz poszanowanie władz. Tym samym rewolucja czy ruch oporu zdają się sprzeczne z ideą wolnomularską. Konstytucja Andersona, która obowiązuje wszystkich wolnomularzy jako „stare prawo”, głosi:
„Wolnomularz jest spokojnym poddanym Władz cywilnych gdziekolwiek by nie mieszkał czy pracował. Nie bierze nigdy udziału w spiskach i sprzysiężeniach, które mogłyby godzić w pokój i dobro narodu. Jest posłuszny niższym władzom administracyjnym. Ponieważ wojna, rozlew krwi i zamieszki zawsze szkodziły Wolnomularstwu, dawni królowie i książęta tym bardziej byli skorzy do popierania ludzi przynależących do Wolnomularstwa z racji na ich spokojne usposobienie i wierność. (…) Dlatego też, gdyby się zdarzyło Bratu zbuntować przeciwko Państwu, nie powinien on być wspierany w tym swoim buncie. Niemniej jednak można by mu współczuć jako nieszczęśliwemu człowiekowi”.
Szczególnie ten element w swojej konstytucji podkreślają „narodowcy”:
„Wolnomularze uczą się w lożach kochać Ojczyznę, podporządkować się jej prawu, szanować konstytucyjne władze” – głosi statut WLNP.
Chociaż wolnomularze głoszą solidarność ponadnarodową ludzi i uniwersalistyczne ideały braterstwa, to nie tylko nie kwestionują organizmów państwowych (nie głoszą czegoś takiego, jak internacjonalistyczny komunizm), ale podkreślają konieczność poszanowania władz i praw krajowych. Z uwagi na duży stopień legalizmu wolnomularzy, w przeszłości w niektórych krajach organizacje wolnomularskie były chronione przez władze państwowe. Zdarzało się, że do wolnomularstwa należeli w tych krajach politycy, królowie, cesarze, prezydenci, ministrowie, urzędnicy, prawnicy itp.
Jednakże nie zawsze w dziejach tak toczyły się losy masonerii. Niektórzy masoni (m.in. Georges Danton) uczestniczyli w organach kierowniczych Rewolucji Francuskiej, podczas której wzniecali działania przeciwko Kościołowi katolickiemu (z olbrzymimi pogromami w Wandei włącznie). Znamiennym przykładem działalności francuskich rewolucyjnych masonów było zamienienie Katedry Notre-Dame w Paryżu w Świątynię Rozumu. Masoni byli również zaangażowani czynnie po stronie republikanów w wojnę domową w Hiszpanii, podczas której palono katolickie kościoły. Wspomina się również oskarżoną o planowanie obalenia monarchii europejskich organizację Iluminatów bawarskich, która jednak organizacją masońską nie była. Wolnomularze byli często także ofiarami rewolucji, wielu z nich straciło życie z rąk nie-masonów.
Z drugiej strony, przy głoszeniu ideałów braterstwa i ludzkiej ponadnarodowej solidarności, duża część lóż długo zwlekała z akceptacją równości między rasami ludzkimi, co odbijało się w szczególności na sytuacji względem osób pochodzenia afrykańskiego w Ameryce południowej i północnej, wzmacniając praktyki niewolnicze.
Wolnomularze bywają oskarżani o kumoterstwo i prowadzenie wspólnych nielegalnych interesów. Za przykład podaje się włoską lożę P2.

### Wolnomularstwo a kobiety
Masoneria jest organizacją tradycyjnie męską. Wraz ze społeczną aktywizacją i emancypacją kobiet, już od czasów Oświecenia, część wolnomularzy dostrzegała potrzebę dopuszczenia kobiet do masonerii. Jest to jeden z punktów spornych i przyczyna rozłamów w łonie wolnomularstwa (podobnie jak w chrześcijaństwie kapłaństwo i ordynacja kobiet). Już od Oświecenia powstawały loże kobiece (adopcyjne), przy czym za mniej kontrowersyjny pomysł uznaje się loże kobiece niż mieszane (ze względu na odmienny sposób przeżywania rytuału przez mężczyzn i kobiety). Niektórzy uważają, że w tradycyjnym nurcie regularnego wolnomularstwa anglosaskiego nie ma miejsca dla kobiet podczas gdy od ponad 100 lat to właśnie w tym nurcie mamy do czynienia z działalnością dwóch największych kobiecych obediencji wolnomularskich Order of Women Freemasonry i Honourable Fraternity of Ancient Freemasons. W uroczystościach 100. lecia OWF 7 czerwca 2008 w londyńskim Royal Albert Hall wzięło udział 4000 wolnomularek.
W Polsce tradycje lóż kobiecych sięgają czasów Oświecenia, natomiast lóż mieszanych – dwudziestolecia międzywojennego. Aktualnie w Polsce istnieją zarówno loże mieszane, jak i kobieca. Loże mieszane mają niezależną polską obediencję (Le Droit Humain), natomiast jedyna loża kobieca – Prometea – podlega organizacyjnie obediencji francuskiej, Wielkiej Żeńskiej Loży Francuskiej, od której otrzymała patent, co miało miejsce w dniu 4 listopada 2000 roku.
Polskie masonki, które utworzyły Prometeę, swe wolnomularskie początki mają w roku 1993 i wywodzą się z paryskiej loży „Róża Wiatrów”. W 1998 roku utworzyły one tzw. Trójkąt na Wschodzie Warszawy skupiający 12 sióstr, a dwa lata później powstała loża. Do krajowej niezależności dużo jednak brakuje. Loża ta liczy obecnie ok. 30 kobiet, a należy do niej m.in. dr Bożena Mirosława Dołęgowska-Wysocka (redaktor naczelna i wydawca „Gazety Ubezpieczeniowej”).

## Wolnomularstwo a religia
Wolnomularstwo samo w sobie nie uważa się za religię i akceptuje jako członków zarówno wyznawców wszystkich wyznań jak i niewierzących. Dokładne zasady przystąpienia (inicjacji) zależą od loży. Niektóre tradycyjne loże nie przyjmują członków niemonoteistycznych odłamów hinduizmu i buddyzmu. Loże rytu szwedzkiego przyjmują wyłącznie mężczyzn, wyznających wiarę w Jezusa Chrystusa, przy czym te loże mają charakter gnostycki. Najszerzej rozpowszechniona masoneria anglosaska wymaga wiary w Wielkiego Budowniczego Wszechświata, nie przyjmuje więc – w przeciwieństwie do masonerii francuskiej – zdeklarowanych ateistów.
Wielu duchownych protestanckich należy do wolnomularstwa. Stosunek różnych kościołów i grup religijnych do wolnomularstwa jest bardzo różny: począwszy od symbiozy, a skończywszy na restrykcyjnych zakazach. W wielu krajach islamskich przynależność do masonerii jest zabroniona przez fundamentalistów religijnych (m.in. przez Hamas) pod groźbą kary śmierci. Do wolnomularstwa nie mogą należeć ortodoksyjni żydzi, wyznawcy niektórych fundamentalistycznych denominacji protestanckich i większości Kościołów wschodnich. Z kolei judaizm reformowany ma pozytywny stosunek do wolnomularstwa. Wielu rabinów reformowanych należało i należy do tej organizacji. Odrzucający wiarę w siły nadprzyrodzone judaizm humanistyczny organizował swoje pierwsze spotkania w loży masońskiej.
Przyczyny tych zakazów są różne: przede wszystkim metafizyka wolnomularstwa tradycyjnie postrzegana jest jako trudna lub niemożliwa do pogodzenia z wiarą. Muzułmanie często utożsamiają masonów z kulturą zachodnią i z dziewiętnastowiecznymi kolonistami francuskimi i angielskimi, z żydowsko-amerykańskimi elitami oraz dążeniem do laicyzacji państwa na wzór Turcji. We Francji wolnomularze starają się nie tylko ograniczyć wpływy Kościoła katolickiego, ale także organizacji muzułmańskich, sprzeciwiając się państwowym dotacjom dla muzułmańskich domów modlitwy. Ortodoksyjni żydzi obawiają się dążeń masonów do rozdzielenia religii od państwa w Izraelu. Wielu wyznawców nie akceptuje wiary w Wielkiego Budowniczego Wszechświata, uważając, że jest to deizm, który ma zastąpić wiarę w Boga objawionego przez tradycje religijne. Obawy budzi także obecność w lożach ateistów i agnostyków (w Wielkich Wschodach Francji i Belgii nie ma prawie wcale chrześcijan). Katolicy doświadczyli ponadto już od przełomu XVIII i XIX wieku wrogości wolnomularzy do hierarchicznego Kościoła katolickiego – w szczególności na terenie Francji oraz południa Europy. Nieufność budzi także kult zawieszonego przez papieża Klemensa V zakonu templariuszy. Istnieje wreszcie teoria spiskowa głosząca, że masoni tajnie czczą Szatana.

### Kościół Jezusa Chrystusa Świętych w Dniach Ostatnich (mormoni)
Istnieje pogląd, że z obrządków masonerii czerpał inspirację Joseph Smith, który krótko należał do nieregularnej loży w stanie Illinois. Także kilku kolejnych prezydentów Kościoła Jezusa Chrystusa Świętych w Dniach Ostatnich było wolnomularzami. Mormoni często zaprzeczają wpływom masońskim tłumacząc zbieżność w niektórych ceremoniach ich wspólnym pochodzeniem od kultu sprawowanego w Świątyni Jerozolimskiej.

### Wolnomularstwo a Kościół katolicki[61]

#### Opis ogólny konfliktu
Treść tej sekcji może nie być zgodna z zasadami neutralnego punktu widzenia,
ponieważ podrozdział „Opis ogólny konfliktu” zawiera ogólne stwierdzenia nie poparte źródłami.
Dokładniejsze informacje o tym, co należy poprawić, być może znajdują się w dyskusji tej sekcji.
 Po wyeliminowaniu niedoskonałości należy usunąć szablon {{Dopracować}} z tej sekcji.
Papież Klemens XII 28 kwietnia 1738 wydał konstytucję apostolską In Eminenti, w której zabronił katolikom przynależności do lóż masońskich pod karą ekskomuniki. Jednak od czasu pontyfikatu Jana Pawła II ów zakaz został drastycznie zmniejszony, ponieważ już nie pod karą ekskomuniki groziło się ludziom, a jedynie napisano, że przynależność do stowarzyszeń tajnych jest zabroniona. Klemens XII zaznaczył także, że katolik nie powinien zapisywać się do organizacji, której cele są niejasne. Od tamtej pory podobne akty prawne były wydawane przez różnych papieży do końca XIX wieku. W wielu z nich masoneria była określana mianem sekty.
Konflikt między Kościołem katolickim a masonerią rozpoczął się – w warstwie ideowej – w XVIII wieku. Jednak w obliczu Wielkiej Rewolucji Francuskiej i niespotykanej wcześniej w Europie fali zamierzonej, zorganizowanej sekularyzacji, która towarzyszyła Rewolucji, ówczesne jawnie antykościelne postawy masonów stworzyły nowe bardzo trwałe podstawy antagonizmu.
Niektórzy masoni – w szczególności w krajach tradycyjnie katolickich – chcieli uczynić z masonerii coś w rodzaju antykościoła, za swojego duchowego przewodnika przyjmując znajdującego się na Indeksie ksiąg zakazanych Woltera. Papież Leon XIII pisał w Humanum Genus, że masoneria, wyznając ideały powszechnej równości i laicyzmu, może torować drogę komunizmowi.
W XX wieku kilkakrotnie niektórzy katolicy i wolnomularze chcieli podjąć dialog, w którego powodzenie nie wierzy jednak większość obserwatorów i analityków sytuacji. Kilka poglądów tradycyjnie przypisywanych wolnomularstwu, takich jak deizm, dążenie do świeckości państwa, zwalczanie pewnych przekonań głęboko zakorzenionych w katolicyzmie, które bywały i nadal bywają nazywane przez wolnomularzy „przesądami”, kłócą się z teologią i doktryną Kościoła katolickiego.
Wśród organizacji katolickich zainteresowanych tą problematyką było „Rycerstwo Niepokalanej”, którego założyciel Maksymilian Maria Kolbe zachęcał do modlitwy za członków lóż wolnomularskich. Statut tej organizacji jako podstawowy cel działalności wskazywał „staranie się o nawrócenie grzeszników, heretyków, schizmatyków itd., a najbardziej masonów, oraz uświęcenie wszystkich pod opieką i za pośrednictwem Najświętszej Maryi Panny Niepokalanej”. Jako taktykę walki „Milicji” na tych polach wskazywano „przede wszystkim modlitwę”.

#### Stan prawny

##### Zestawienie historycznych dokumentów papieskich dotyczących wolnomularstwa
| Papież       | Akt                                  | Data                 |
| ------------ | ------------------------------------ | -------------------- |
| Klemens XII  | konstytucja In Eminenti              | 28 kwietnia 1738     |
| Benedykt XIV | konstytucja Providas                 | 18 maja 1751         |
| Pius VII     | konstytucja Ecclesiam a Jesu Christo | 13 września 1821     |
| Leon XII     | konstytucja Quo graviora             | 13 marca 1825        |
| Pius VIII    | encyklika Traditi humilitati         | 24 maja 1829         |
| Grzegorz XVI | encyklika Mirari vos                 | 15 sierpnia 1832     |
| Pius IX      | encyklika Qui Pluribus               | 9 listopada 1846     |
| Pius IX      | encyklika Quanta cura                | 8 grudnia 1864       |
| Pius IX      | Syllabus Errorum                     | 8 grudnia 1864       |
| Pius IX      | Multiplices inter                    | 25 września 1865     |
| Pius IX      | konstytucja Apostolicae Sedis        | 12 października 1869 |
| Leon XIII    | encyklika Humanum genus              | 20 kwietnia 1884     |

##### Stan aktualny
W kodeksie prawa kanonicznego z 1917 istniał kanon 2335, który jednoznacznie stwierdzał:
„Kto się zapisuje do sekty masońskiej lub stowarzyszeń działających przeciwko Kościołowi podlega ekskomunice wiążącej mocą samego prawa, zarezerwowanej Stolicy Apostolskiej”.
Zapis ten obowiązywał niezmiennie aż do czasu wydania nowego kodeksu prawa kanonicznego w 1983.
W ramach przygotowań do wprowadzenia nowego kodeksu prawa kanonicznego, trwały w Kongregacji Nauki Wiary liczne dyskusje nad wykreśleniem bądź pozostawieniem kanonu 2335. Ostatecznie kanon ten został wykreślony i zastąpiony kanonem 1374, który ogólnie sformułował zakaz należenia do wszelkich organizacji działających przeciw Kościołowi, bez wyraźnego wskazania sankcji jakie za to grożą oraz wyszczególnienia tych organizacji.
Jednocześnie 26 listopada 1983 – w przeddzień ogłoszenia nowego kodeksu – ukazała się deklaracja Kongregacji Nauki Wiary (którą podówczas kierował kardynał Joseph Ratzinger), która jasno stwierdziła, że wszystkie formy ruchu masońskiego zaliczają się do kategorii „stowarzyszeń działających przeciw Kościołowi” i w związku z tym:
„Wierni, którzy należą do stowarzyszeń masońskich, są w stanie grzechu ciężkiego i nie mogą przystępować do Komunii Świętej”.
W czasie audiencji udzielonej kardynałowi Ratzingerowi Jan Paweł II zatwierdził tę deklarację i nakazał jej opublikowanie. Obowiązuje ona do dzisiaj. W praktyce oznacza to, że katolicy nie mogą być wolnomularzami bez ryzyka poważnego konfliktu sumienia.
Dokument z 26 listopada był wynikiem wcześniejszej deklaracji (z 17 lutego 1981), w której zapisano między innymi:
„1. Dotychczasowa praktyka dyscyplinarna Prawa Kanonicznego nie została w niczym zmodyfikowana i obowiązuje w całej pełni.
2. Nie została więc skasowana ani ekskomunika, ani inne przewidziane kary”.

#### Wolnomularstwo alazaryci
Odniesienia do wolnomularstwa pozostały po dziś dzień w niektórych stowarzyszeniach, które mimo iż formalnie nie są strukturami Kościoła katolickiego to jednak z uwagi na swoją genezę i historię czują się w obowiązku nawiązywać do oficjalnego nauczania katolickiego. Jedną z takich struktur jest wywodzący się z tradycji wypraw krzyżowych Zakonu Rycerzy i Szpitalników świętego Łazarza z Jerozolimy. W 2013 wielki mistrz obediencji Orleańskiej Jan hrabia Dobrzensky z Dobrzenic, wielki mistrz emeritus książę Charles-Philippe Marie Louis d’Orléans oraz protektor duchowy i kapelan generalny kard. Dominik Duka podpisali deklarację, w której podkreślono m.in., że „Zakon prosi każdego postulanta o zobowiązanie się do przestrzegania dekretu Kongregacji Nauki Wiary dotyczącego odrzucenia członkostwa w masonerii, zatwierdzonego przez Jego Świątobliwość Papieża Jana Pawła II w dniu 26 listopada 1983.”

### Wolnomularstwo a Apostolski Kościół Episkopalny
Na tle negatywnego, zdystansowanego czy najwyżej neutralnego stosunku kościołów chrześcijańskich do wolnomularstwa, dość wyraźnie wyróżnia się postawa Apostolskiego Kościoła Episkopalnego (Apostolic Episcopal Church) wyrażona w Deklaracji "The Apostolic Episcopal Church and Freemasonry" promulgowanej 1 sierpnia 2017 r. przez aktualnego prymasa tej wspólnoty w której zapisano m.in. "Niektórzy twierdzą, że masoneria jest przeciwna ortodoksyjnemu chrześcijaństwu, ponieważ promuje formę synkretyzmu lub w inny sposób koliduje z chrześcijańskimi wierzeniami i obowiązkami" podczas gdy "osoby blisko związane z AEC w niektórych przypadkach były odpowiedzialne za zachowanie i ponowne odkrycie aspektów tradycji masońskiej, które w innym przypadku zostałyby utracone lub zapomniane"

### Wolnomularstwo a ezoteryka
Wolnomularstwo ma charakter ezoteryczny. Wśród masonów zdarzają się zwolennicy humanistycznej astrologii, antropozofii (sam jej twórca Rudolf Steiner należał do loży rytu Memphis-Misraim), teozofii i gnozy. Do lóż należeli magowie (Eliphas Lévi, Aleister Crowley) i okultyści. Większość lóż ma jednak nastawienie racjonalistyczne. Jedną z mitycznych postaci wolnomularstwa jest Hermes Trismegistos. Szczególnie ezoteryczny charakter mają nieliczne już loże Le Droit Humain, dawniej – zwłaszcza w Federacji Angielskiej, Holenderskiej, Hinduskiej, Amerykańskiej i Polskiej – silnie związane z teozofią. Obecnie jednak mają one w większości krajów (także w Polsce) charakter liberalny, adogmatyczny i racjonalistyczny, a występujące niegdyś w nich – poza środowiskiem francuskim i belgijskim – wątki teozoficzne zostały zaniechane. Ezoteryczny charakter mają również szczególnie popularne w krajach francuskojęzycznych loże rytu Memphis-Misraim; w Polsce pojawiły się one w dwudziestoleciu międzywojennym, teraz działają tylko loże niezarejestrowane. Niektórzy wolnomularze doceniający wkład Kościoła w rozwój cywilizacji europejskiej, dostrzegający jednak jego negatywne cechy, współtworzyli zreformowane kościoły liberalno-katolickie, które odrzucają wiele nauk Kościoła rzymskokatolickiego: pozwalają na małżeństwa księży, kapłaństwo kobiet, stosowanie antykoncepcji, zawieranie związków przez homoseksualistów (ponieważ według nich nie potępiał ich Jezus, tylko Stary Testament) i na rozwody, odrzucają dogmat o nieomylności papieża, dogmat o grzechach śmiertelnych, a także o tym, że jedynie Kościół katolicki głosi prawdę, dodatkowo zachęcają swoich wiernych do studiowania innych religii, Maryję traktują jako żeński aspekt bóstwa, odrzucali również obowiązujący do lat sześćdziesiątych XX wieku Indeks ksiąg zakazanych, na którym znajdowały się dzieła Goethego, Kanta, Kopernika, Pascala, Adama Mickiewicza itd.
Wolnomularze nie czczą szatana. Zostali oni z nim utożsamieni, ponieważ do wolnomularstwa należało bardzo wiele znanych osobistości, które cynicznie odnosiły się do chrześcijaństwa. Prawdą jest również, że włoski poeta Giosuè Carducci, należący do loży wolnomularskiej, napisał Hymn do Szatana. Wiersz ten miał jednak charakter gnostycki, a nie satanistyczny. Pod koniec XIX wieku o kontakty z diabłem oskarżył wolnomularzy ex-mason Léo Taxil. Prędko został jednak zdemaskowany jako oszust.

## Organizacje paramasońskie
Na całym świecie istnieje również szereg organizacji paramasońskich i pseudomasońskich, nieuznawanych przez loże „regularne” i „liberalne” za masońskie. W krajach wysoko rozwiniętych istnieją organizacje wzorowane na wolnomularskich dla dzieci masonów i młodzieży („młodzieżówki masońskie” – np. Zakon DeMolay dla chłopców w wieku 12-21 lat) czy dziewczęcy Order of the Rainbow Girls oraz rodzin masonów (loże adopcyjne).
Z organizacji paramasońskich działają w Polsce m.in.:
- Niezależny Zakon Odd Fellows (Stowarzyszenie Bratniej Pomocy Odd Fellows), o charakterze filantropijno-towarzyskim, członkowie winni wierzyć w najwyższą istotę, stworzyciela i organizatora wszechświata oraz braterstwo ludzi. Stowarzyszenie propaguje wolność myśli i sumienia, zwalczanie przesądów, zabobonów, zazdrości i zawiści. Propaguje doskonalenie siebie poprzez sprawiedliwe działanie, okazywanie cierpliwości oraz ludzkiej miłości.
- Ordo Templi Orientis Antiqua & La Couleuvre Noire (O.T.O.A. & L.C.N.) Kwatera Europejska – nurt gnostycko-magiczny – od 2002 roku.
- Ordo Templi Orientis (O.T.O.) – od 2008 roku, tradycja thelemiczna. W skład nauk wchodzą m.in.: magia, rytuały, Kabała, hermetyzm.
- Międzynarodowy Święty Zakon Ra-Hoor-Khuita (H.O.O.R.) oraz Świątynia Mentu – od 2004 roku, tradycja thelemiczna.
- Hermetic Mystic Order of Red Mountain Pass of Babylon – nurt mistyczno-gnostycko-kabalistyczny – od 2003 roku.
- Suwerenny Order Świętego Stanisława – organizacja założona w 1979 przez Juliusza Nowinę Sokolnickiego, od 1990 działa jako umiędzynarodowiona struktura niezależna z przymiotnikiem „suwerenny” w nazwie. W swoich szeregach ma znaczący odsetek wolnomularzy (w Polsce m.in. Tadeusz Cegielski). Początkowo było to stowarzyszenie charytatywne, od lat 90. niektóre struktury narodowe ewoluowały w stronę „paramasonerii” rozbudowując swoje ceremonie i przekształcając pięć klas orderu w namiastkę pięciu kolejnych stopni. Na Ukrainie Order został uznany za jedną z najbardziej wpływowych organizacji masońskich.
- Grupa „Odyniec” – utworzony 6 sierpnia 2009 roku elitarny think tank mający wśród członków wybitnych polskich oraz zagranicznych naukowców, artystów oraz inżynierów.

Poprzez organizację paramasońską nie należy rozumieć takiej, która aspiruje czy rości sobie miano masońskiej (to dotyczy organizacji pseudomasońskich), przeciwnie nawet, często organizacje te nie tylko nie są za wolnomularskie uznawane przez zakony masońskie, ale i same wyraźnie się od takich związków odcinają (np. rotarianie, Odd Fellows czy Fundacja Batorego). Organizacje paramasońskie łączy z masońskimi szereg podobieństw, zwłaszcza w aspekcie organizacyjnym, czasami ideowym.

## Wpływ na sztukę
- W Wojnie i pokoju Lwa Tołstoja hrabia Piotr Bezuchow wstępuje do loży. Rytuał inicjacji jest w całości opisany.
- W Lochach Watykanu francuskiego noblisty André Gide’a w sposób prześmiewczy opisane jest nawrócenie się na katolicyzm pod wpływem wizji wolnomularza, który wcześniej rzucił kamieniem w figurkę Matki Boskiej.
- W Czarodziejskiej górze Tomasza Manna Lodovico Settembrini, jedna z ważniejszych postaci, która reprezentuje światopogląd humanistyczny, jest wolnomularzem.
- W Wahadle Foucaulta Umberta Eco bohaterowie próbują rozwikłać zagadkę tajnych stowarzyszeń: masonerii, różokrzyżowców, templariuszy i ich tajemniczych powiązań.
- W księdze IV Pana Tadeusza Adama Mickiewicza pojawiają się „hiramscy cieśle”.
- W Popiołach Stefana Żeromskiego Olbromski przystępuje do loży. Elementy barwnie opisanego rytuału są bliskie rzeczywistemu, co może wskazywać, że sam Żeromski był masonem lub miał dobrych informatorów. W tym opisie rytuał podniesienia do trzech podstawowych stopni wtajemniczenia skondensowany jest w jeden.
- Wielki Kofta i Wilhelm Mistrz – Johanna Wolfganga Goethego.
- O wolnomularzach wspomina także James Joyce w Ulissesie i Edgar Allan Poe w opowiadaniu Beczka Amontillado.
- Stanisław Przybyszewski w Moich współczesnych przytacza anegdotę, jak katolicy-chłopi z Wielkopolski postrzegali masonów-mieszczan, i wspomina o Polaku-masonie, którego poznał w Norwegii.
- W powieści Sto lat samotności Gabriela Garcíi Marqueza mowa jest o masonach jako o republikańskich liberałach.
- W powieści W poszukiwaniu straconego czasu Marcela Prousta kilkakrotnie pada słowo masoneria i Wielki Wschód.
- Bohater powieści Stan zawieszenia Saula Bellowa zamawia do domu ulotkę reklamującą masonerię szkocką.
- W powieści Człowiek bez właściwości Roberta Musila masoni zostają dwukrotnie wspomniani.
- W opowiadaniu Republika marzeń Brunona Schulza pojawiają się „bracia spod znaku kielni”[77].
- W powieści Wita Tadeusza Micińskiego antagonista tytułowej bohaterki – D’Arżanow – jest „Wielkim Koftą”, czyli najwyższym mistrzem masonerii. Wolnomularstwo rozpatrywane jest przez autora w kontekście zapobiegnięcia upadkowi I Rzeczypospolitej.
- Same słowa „mason” i „masoneria” pojawią się także w Dziennikach Witolda Gombrowicza, w Sztukmistrzu z Lublina Isaaca Singera i w Kalendarzu i klepsydrze Tadeusza Konwickiego.
- Słowo „frankmason” pojawia się w Fantazym Juliusza Słowackiego.
- Słowo „wolnomularstwo” pojawia się w powieści Esther Stefana Chwina.
- Juliusz Verne w powieściach Dzieci kapitana Granta i Robur Zdobywca wspomina o loży masońskiej. Te dzieła nie zawierają jednak wielu informacji o wolnomularstwie.
- W opartej na kabale powieści Golem Gustava Meyrinka pojawia się słowo wolnomularz, z tym że w zupełnie innym kontekście, bo na określenie osoby o skłonnościach pedofilskich, używane w mowie potocznej.
- W powieści Johna Steinbecka Na wschód od Edenu jeden z bohaterów zostaje masonem.
- Holenderski pisarz Harry Mulisch wspomina o masonach w powieści Odkrycie nieba w odniesieniu do Arki Przymierza. W noweli Czarne światło Mulisch szkicuje domniemaną działalność wolnych murarzy przy wznoszeniu gotyckich katedr.
- W powieści Cały smutek Belgii belgijskiego pisarza Hugo Clausa masoni zostają kilkakrotnie wspomniani przez katolickich bohaterów jako zagrożenie dla Kościoła.
- W rozdziale III rozprawy filozoficznej O podstawie moralności Artur Schopenhauer posługuje się wyrażeniem „niebezpieczeństwo wygnania z wielkiej loży masońskiej uczciwych ludzi”.
- Chorwacki pisarz Miroslav Krleža o poglądach socjalistycznych w powieści Na krawędzi rozumu ironizuje na temat jego zdaniem „drobnomieszczańskich” wolnomularzy.
- W powieści Józef Balsamo Aleksandra Dumasa będącej pierwszą częścią cyklu powieściowego Pamiętniki lekarza, opisany jest dokładnie rytuał wolnomularski. Cały cykl oparty jest na tezie, że rewolucja francuska była masońskim spiskiem zaplanowanym już w 1770 roku.
- Andrzej Strug w powieści Wyspa zapomnienia w sposób alegoryczny zarysował ideę i cele wolnomularstwa.
- Pewne informacje na temat masonerii zawarte są dziele Legenda Europy Piotra Kuncewicza.
- O masonerii wspomina kilkakrotnie w swoich dziełach Jerzy Prokopiuk.
- W książce Frabato Franza Bardona, główny bohater walczy z masonami we względzie magicznym.
- Wolnomularski charakter ma opera Wolfganga Amadeusa Mozarta Czarodziejski flet.
- Już pierwsze słowa opery Ça Ira Rogera Watersa do libretta Nadine i Étienne’a Roda-Gila, której prapremiera odbyła się 25 sierpnia 2006 roku, o godzinie 21:00 w Poznaniu, odwołują się do wolnomularskich idei „Chcąc cieszyć się życiem, musisz zrozumieć, że wiedza to niezbędny klucz do wolności”. Pojawia się symbolika wolnomularska: trójkąt z okiem wieńczący piramidę, cyrkiel, węgielnica i inne. Cała opera przepojona jest duchem masońskim, zaś dominującym elementem scenografii są 4 reflektory, których snopy światła nad sceną układają się we wspomniane wyżej: cyrkiel i węgielnicę. Nie jest niczym dziwnym, bowiem opera oparta jest na historii Wielkiej Rewolucji Francuskiej.
- Zbigniew Nienacki w swojej wczesnej powieści Niesamowity dwór opisuje historię dworku szlacheckiego, który był, jak się okazało, siedzibą loży masońskiej. Na tle sensacyjnej fabuły autor szkicuje historię wolnomularstwa w Europie i w Polsce oraz przybliża czytelnikowi masońskie idee i rytuały, jak również wpływ wolnomularstwa na sztuki piękne i literaturę polską.
- W Karierze Nikodema Dyzmy Tadeusza Dołęgi-Mostowicza tytułowy bohater przystępuje do loży Gwiazdy Trzypromiennej
- Wolnomularzem jest Eberhard Mock, główny bohater cyklu powieści Marka Krajewskiego.
- W drugiej części powieści Dolina strachu Arthura Conan Doyle'a w dolinie Vermissy (tytułowej dolinie strachu) działa mafia pod przykrywką masonów.

Znani pisarze i filozofowie, którzy byli wolnomularzami, to: Johann Wolfgang von Goethe, Adam Mickiewicz, Aleksandr Puszkin, George Byron, Ludwik Hass, Heinrich Heine, Monteskiusz, Robert Burns, Joseph de Maistre, Karl Philipp Moritz, Arthur Conan Doyle, Rudyard Kipling, Alexander Pope, Giacomo Casanova, Walter Scott, Jonathan Swift, Anthony Trollope, Voltaire, Stendhal, Oscar Wilde, Johann Gottlieb Fichte, Gotthold Ephraim Lessing, Lew Tołstoj, Rudolf Steiner, Jerzy Stempowski, Giosue Carducci, Christian Jacq, Aleister Crowley, Julian Ursyn Niemcewicz, Henryk Rzewuski, Julius Evola, Stanisław Kostka Potocki, Piotr Kuncewicz, Andrzej Nowicki, Cezary Leżeński, Andrzej Strug, Cyprian Godebski, Aleksander Fredro, Mark Twain, Joachim Lelewel, Karel Čapek, Janusz Korczak, Benjamin Franklin, Wojciech Bogusławski, Juliusz Kaden-Bandrowski.